# Brabham Racing Organisation
Vous lisez un « article de qualité » labellisé en 2011.
Pour les articles homonymes, voir Brabham.
Motor Racing Developments Ltd., plus connu sous les noms de Brabham Racing Organisation ou Brabham (ˈbræbəm), est une écurie de Formule 1 britannique. Fondée en 1960 par les Australiens Jack Brabham, pilote, et Ron Tauranac, ingénieur, l'écurie remporte quatre titres de champions du monde des pilotes et deux titres de champion du monde des constructeurs au cours de ses trente ans de présence en Formule 1. En 1966, Jack Brabham devient le premier pilote à remporter un championnat sur une voiture de sa conception.
Dans les années 1960, Brabham est le premier constructeur de monoplaces en termes de ventes aux clients et écuries privées, assumant la construction de près de 500 monoplaces jusqu'en 1970. Durant cette période, l'écurie Brabham remporte les championnats de Formule 2 et de Formule 3, mais ne l'emporte pas aux 500 miles d'Indianapolis. Plus tard, dans les années 1970 et 1980, Brabham innove avec la BT46B « aspirateur » qui remporte l'unique course à laquelle elle participe avant d'être interdite ; puis avec les freins en carbone et enfin avec la suspension hydropneumatique. L'écurie remporte le titre pilote des championnats du monde 1981 et 1983, le Brésilien Nelson Piquet devenant le premier pilote à remporter le titre pilote sur une voiture à moteur turbocompressé.
L'homme d'affaires anglais Bernie Ecclestone fait l'acquisition de l'écurie Brabham en 1971 et la revend en 1987 pour créer la Formula One Promotions and Administration, qui devient plus tard la Formula One Administration et, désormais, le Formula One Group. Le consortium japonais Middlebridge Group en fait l'acquisition et conserve la direction de l'écurie jusqu'en 1992, où l'écurie, endettée et incapable de payer ses traites financées par Landhurst Leasing, fait faillite, entraînant l'intervention du Serious Fraud Office britannique. En 2009, une organisation allemande dépose une demande, qui lui est refusée, pour participer au championnat 2010 sous le nom de Brabham.

## Historique

### Historique en Formule 1

#### Origines

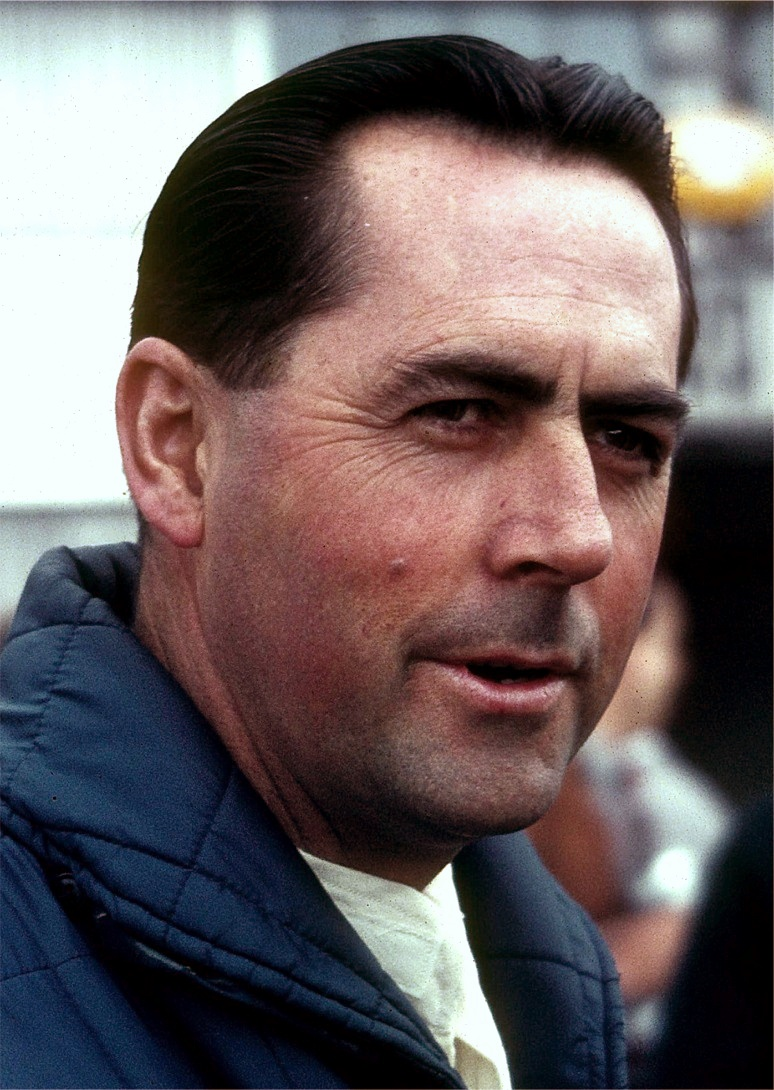
Jack Brabham, ici en 1966, remporte son troisième titre de champion du monde des pilotes, sur une de ses voitures, à l'âge de 40 ans.

L'écurie Brabham est fondée par les Australiens Jack Brabham et Ron Tauranac qui se rencontrent en 1951 alors qu'ils construisent et pilotent avec succès des voitures de course dans leur pays natal. Brabham, le plus talentueux, se rend au Royaume-Uni en 1955 afin de poursuivre sa carrière à un niveau supérieur. Il conduit alors pour l'écurie Cooper Car Company et prend part, à partir de 1958, au championnat du monde de Formule 1, l'élite des courses de monoplaces définie par la Fédération internationale de l'automobile, l'organisme qui dirige le sport automobile mondial. En 1959 et en 1960, Brabham remporte le championnat du monde des pilotes avec la révolutionnaire Cooper T51 qui adopte un moteur Coventry Climax en position centrale arrière.
En dépit de l'innovation majeure du moteur placé derrière le pilote, Cooper, avec son ingénieur en chef Owen Maddock, reste une firme peu encline à innover. Brabham, soucieux de plus d'audace technique, participe, avec son ami Tauranac, de manière plus significative au développement de la T53 qui succède à la T51. Persuadé de pouvoir faire mieux que Cooper, Jack Brabham demande à Ron Tauranac de s'installer au Royaume-Uni pour travailler de conserve. Ils commencent par fabriquer des kits d'amélioration pour Sunbeam Rapier et pour Triumph Herald qu'ils commercialisent dans la concession automobile Jack Brabham Motors avec, en prévision à long terme, la conception intégrale d'une monoplace. Brabham dira de Tauranac que c'était « absolument le seul mec avec qui je me serais mis en partenariat. »,.
Pour parvenir à leurs fins, Brabham et Tauranac créent Motor Racing Developments Ltd. (MRD), évitant délibérément d'utiliser leurs propres noms car la société concurrence Cooper sur le marché de la vente de monoplaces aux particuliers. Tauranac produit la première MRD dans le plus grand secret pour l'aligner en Formule Junior. Dévoilée à l'été 1961, la MRD est aussitôt renommée. En effet, le journaliste automobile suisse Gérard Crombac souligne que « [la] façon qu'a un Français de prononcer ces initiales phonétiquement […] sonnait périlleusement comme le mot français… merde »,. Par la suite, la voiture prend le nom de Brabham et est désignée par un numéro précédé des lettres BT pour Brabham-Tauranac.
En 1961, les écuries Team Lotus et Scuderia Ferrari développent des voitures à moteur en position centrale arrière dont la conception est proche de celle des Cooper. Pour Jack Brabham, la saison disputée chez Cooper est difficile avec seulement quatre points inscrits en championnat du monde malgré un meilleur tour en course et une pole position à Watkins Glen, en l'absence de Ferrari endeuillée par l'accident au cours duquel Wolfgang von Trips et quatorze spectateurs ont trouvé la mort, un mois plus tôt à Monza. Pour autant, Brabham engage sa Cooper personnelle lors de courses hors-championnat et décide, en 1962, de quitter Cooper pour rejoindre Brabham Racing Organisation et piloter les monoplaces de Motor Racing Developments,,.

#### Jack Brabham et Ron Tauranac (1961–1970)

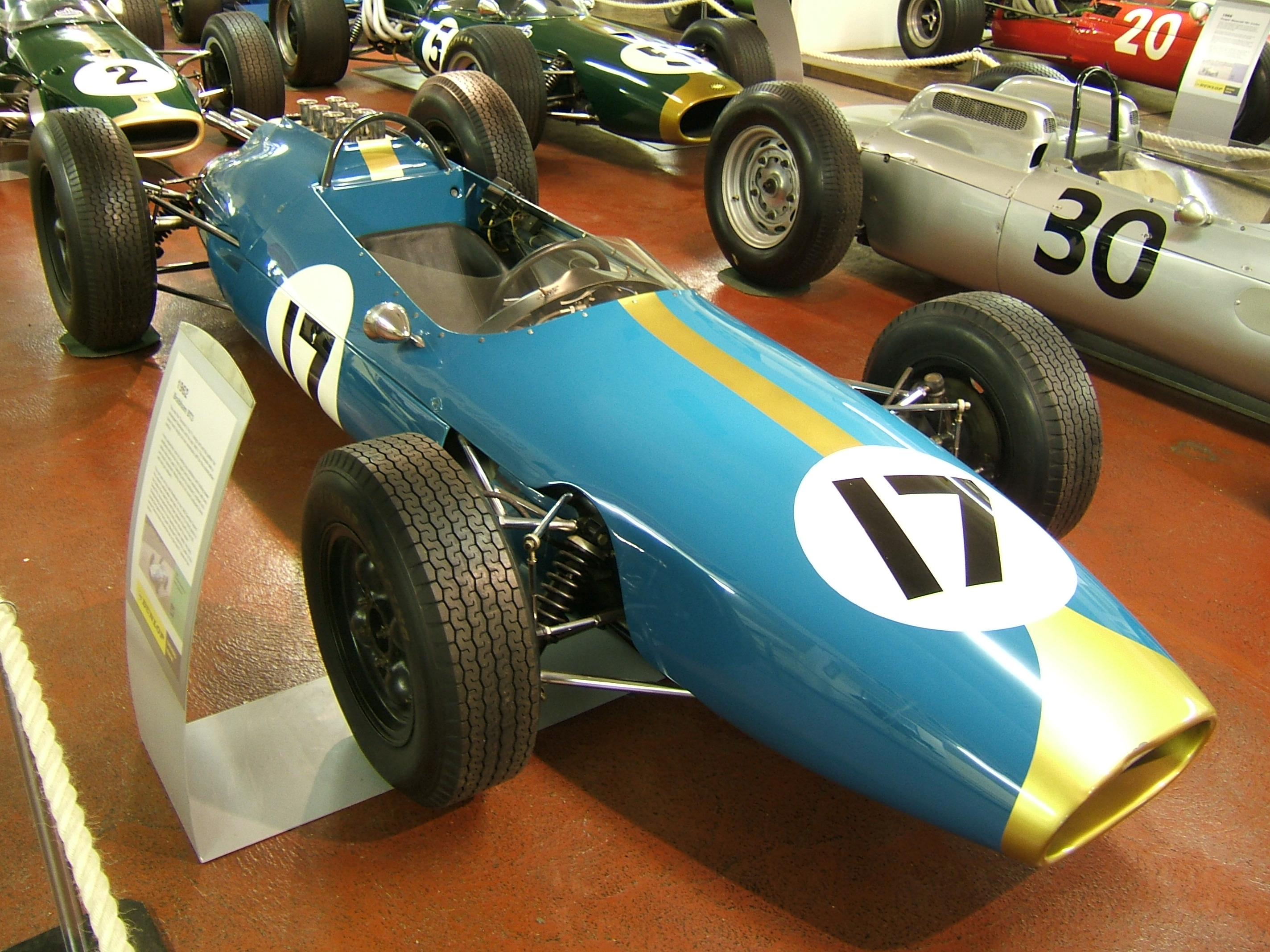
La BT3, première Brabham de Formule 1.

L'objectif initial de Motor Racing Developments est de fabriquer des monoplaces pour les formules inférieures à la Formule 1, c'est pourquoi la première monoplace Brabham pour la discipline n'est prête que courant 1962 et que Brabham Racing Organisation commence la saison avec une Lotus 24 qui permet à Jack Brabham de marquer trois points jusqu'à l'arrivée de la BT3. Peinte dans une livrée turquoise, la voiture est alignée au départ du Grand Prix d'Allemagne, en vingt-quatrième position, et abandonne au neuvième des quinze tours sur un problème d'accélérateur. Peu de temps après, la BT3 engrange ses premiers points grâce à deux quatrièmes places en fin de saison.

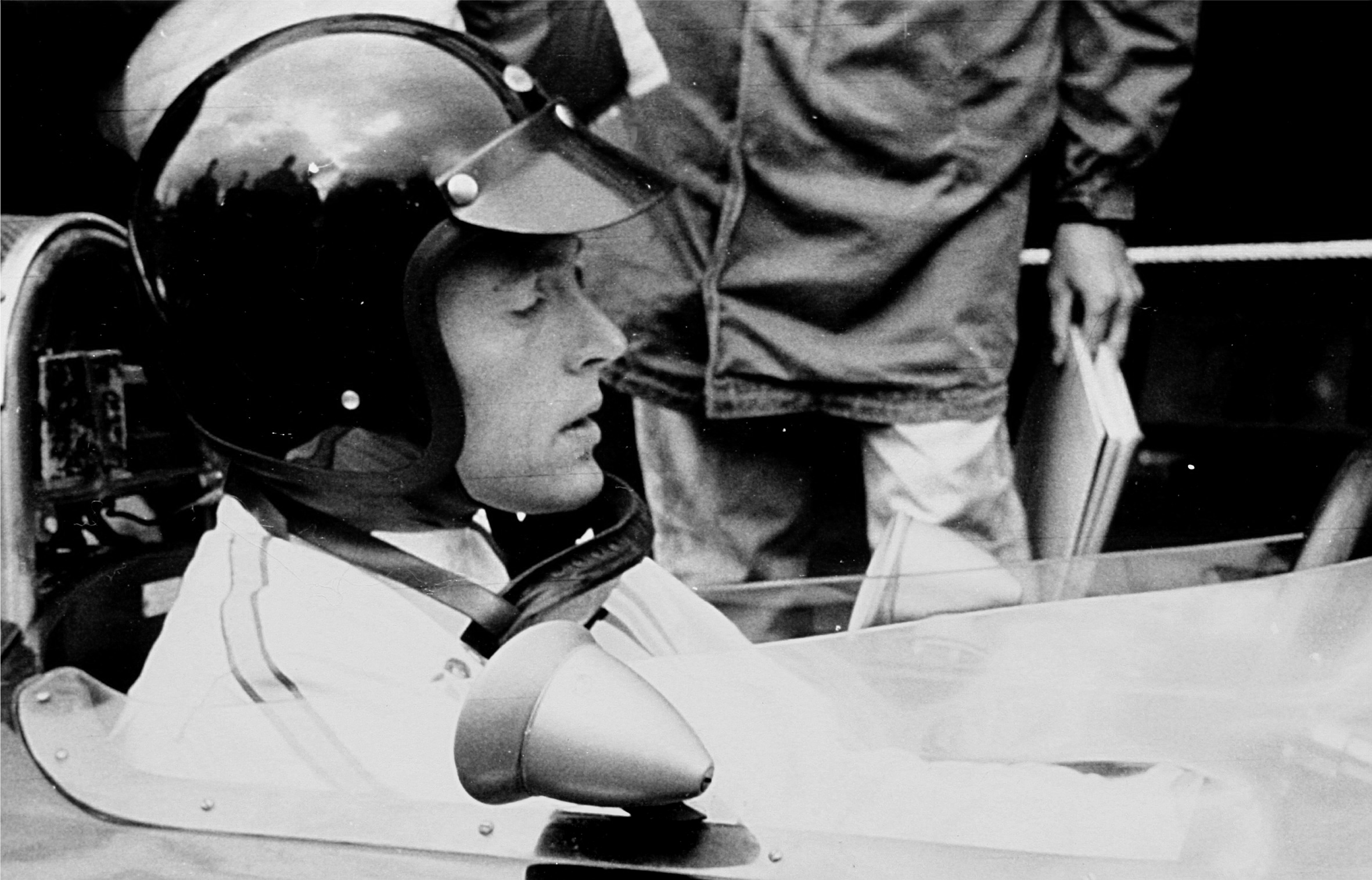
Dan Gurney, ici au Nürburgring en 1965, signe la première victoire d'une Brabham en Formule 1. Grâce à deux victoires en 1964, il se classe sixième du championnat, Jack Brabham terminant huitième.

En 1963, Jack Brabham s'associe avec le pilote américain Dan Gurney et ils engagent leurs monoplaces sous les couleurs nationales de l'Australie. Cette même année, l'Australien signe la première victoire de l'écurie, à la Solituderennen, hors-championnat.
L'année suivante, Gurney décroche les deux premières victoires de la Brabham Racing Organisation en France et au Mexique tandis que les autres Brabham, usine et client, engrangent trois victoires hors-championnat.
La saison 1965 est plus difficile puisque l'écurie ne s'impose pas en championnat. Sur les trois dernières saisons, Brabham termine soit troisième soit quatrième du championnat des constructeurs. Les résultats auraient pu être meilleurs car le manque de fiabilité fait perdre à l'équipe plusieurs points précieux. Les journalistes automobiles Mike Lawrence et David Hodges expliquent que le manque de ressources financières a une lourde influence sur les résultats de l'équipe, ce que confirme Ron Tauranac,,.
La FIA décide de doubler la cylindrée maximale des monoplaces pour la porter à 3,0 litres. Comme les moteurs performants d'une telle cylindrée sont alors rares, Brabham Racing Organisation se tourne vers la firme australienne Repco qui, bien que n'ayant jamais produit de moteur de Formule 1, lui fournit un V8 dérivé du bloc moteur du concept-car Oldsmobile F85 et plusieurs autres pièces mécaniques. Le consultant et ingénieur Phil Irving, de Vincent Motorcycle est chargé de développer la version initiale du moteur. Peu d'observateurs imaginent que la Brabham-Repco est compétitive.
Légère et fiable, la Brabham marque le début de saison et, au Grand Prix de France disputé à Reims, Jack Brabham devient le premier pilote à remporter une course du championnat de Formule 1 au volant d'une voiture à son nom (Bruce McLaren deviendra plus tard le seul autre pilote à faire de même). Cette victoire est immédiatement suivie par trois autres victoires consécutives, en Grande-Bretagne, aux Pays-Bas et en Allemagne. Loin devant John Surtees, Jack Brabham décroche son troisième et dernier titre mondial, à ce jour[Quand ?] le seul obtenu avec une monoplace portant le même nom que son fondateur (d'autres s'y essaieront sans succès comme Surtees, Hill ou encore Fittipaldi).

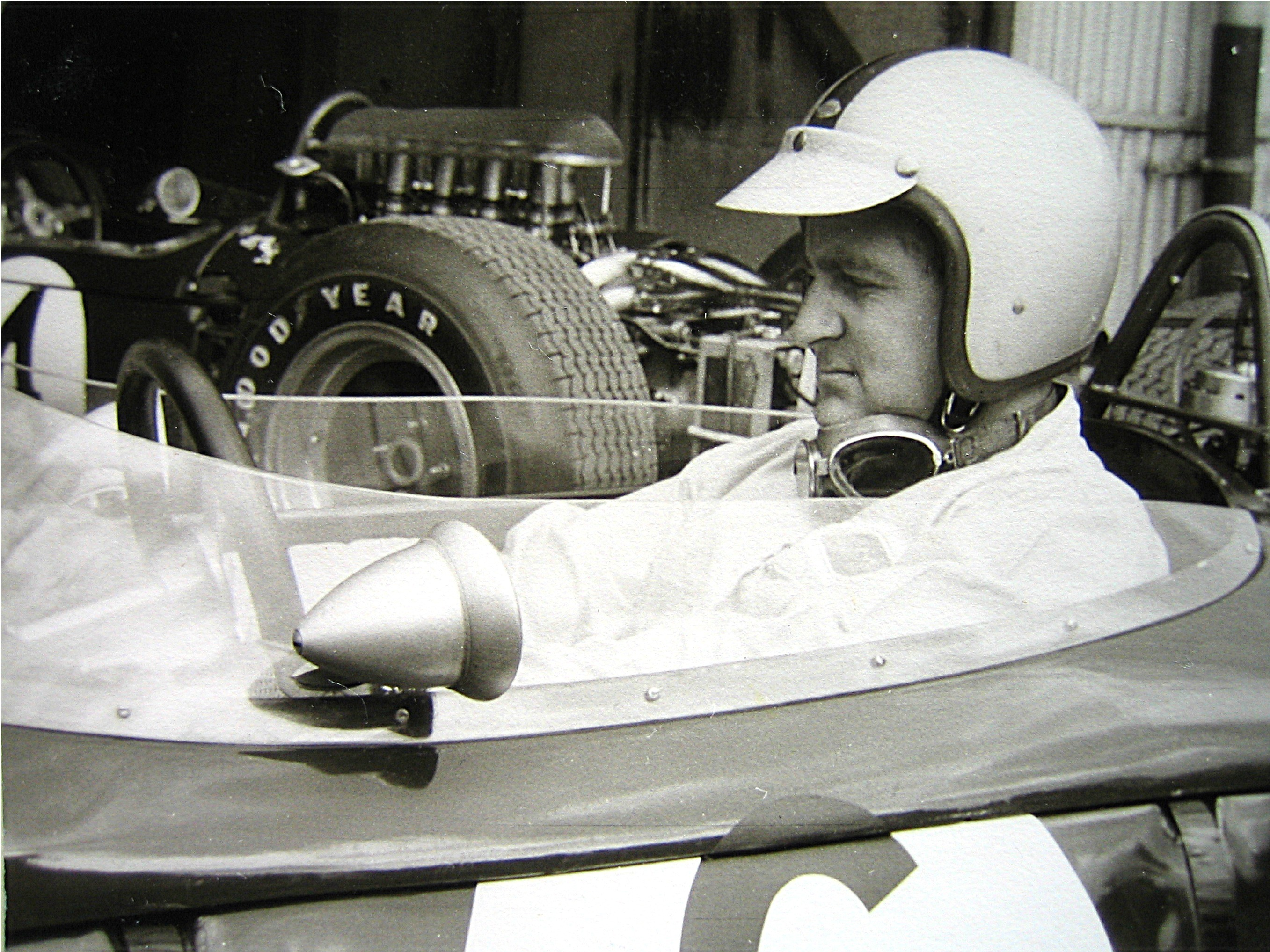
Denny Hulme dans le cockpit d'une Brabham-Climax BT7 au Nürburgring en 1965.

En 1967, Denny Hulme, le nouveau coéquipier de Jack Brabham, remporte le titre pilote au prix d'une meilleure régularité sur la saison. Brabham aurait essayé de nouvelles pièces mécaniques sur la monoplace de son coéquipier, améliorant ainsi sa fiabilité tandis que l'écurie remporte le titre constructeur.
Denny Hulme est remplacé dès 1968 par l'Autrichien Jochen Rindt, transfuge de McLaren. Repco, à qui Brabham est toujours associé, produit une nouvelle version plus puissante de son moteur pour résister à l'arrivée du nouveau bloc Ford-Cosworth DFV. Le nouveau moteur australien se révèle moins fiable et moins compétitif que le bloc américain. La distance entre le Royaume-Uni où se situe Brabham Racing Organisation et l'Australie, où se situe Repco, rend les communications difficiles et corriger les problèmes du moteur est très compliqué. Au cours de la saison, Rindt signe deux pole positions, mais, tout comme Brabham, ne termine que trois courses. Ils n'inscrivent que dix points au cours de la saison.

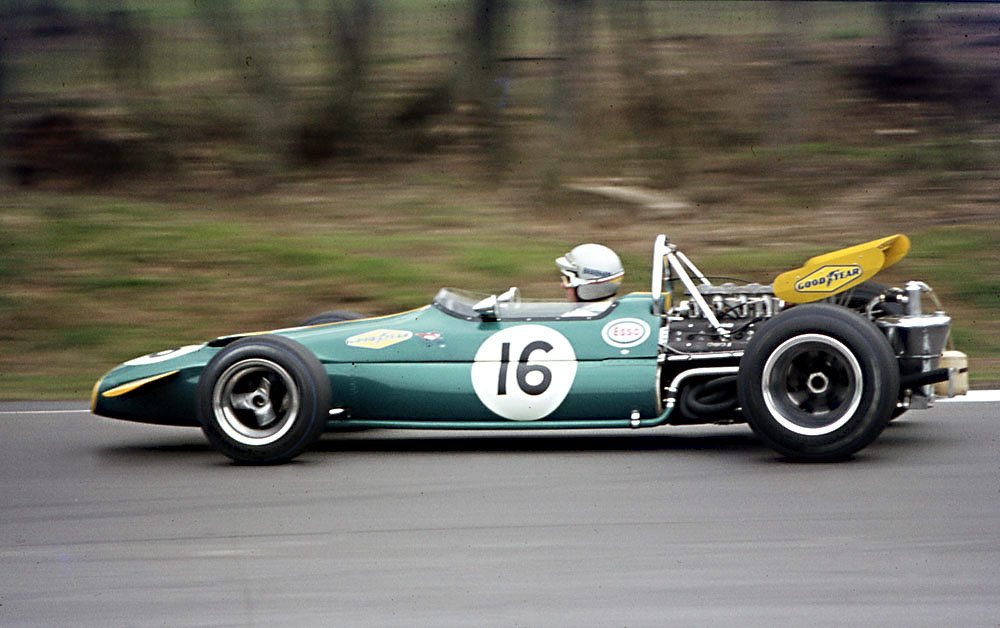
La Brabham BT33 de 1970, première monoplace à châssis monocoque de la marque.

En dépit de l'abandon du bloc Repco au profit du plus répandu Ford-Cosworth DFV, Jochen Rindt quitte Motor Racing Developments en 1969 pour rejoindre Team Lotus et est remplacé par Jacky Ickx. Jack Brabham se retire de la direction de l'écurie et vend sa part dans l'écurie à Ron Tauranac. Mais, contraint par la décision de Jochen Rindt, il continue à conduire pour son écurie pour la saison,. Ickx brille pendant la deuxième moitié du championnat, remporte les Grands Prix d'Allemagne et du Canada et termine second du championnat derrière Jackie Stewart. Jack Brabham, lui, est mis hors-course pour le reste de la saison après un accident lors d'essais privés après le Grand Prix du Mexique 1969. L'écurie dispute une saison en dents de scie : Jack Brabham se qualifie à deux reprises en pole position et termine deux courses dans les trois premiers mais les monoplaces abandonnent lors de la moitié des courses. Néanmoins, Brabham termine à la deuxième place du championnat du monde des constructeurs, bien aidée par les deux secondes places de Piers Courage à Monaco et à Watkins Glen, pilotant les Brabham privées de Frank Williams Racing Cars.
Le vétéran Jack Brabham enlève sa dernière victoire en ouverture du championnat 1970 à Kyalami et maintient un bon niveau en course malgré quelques défaillances mécaniques. Les bonnes performances du deuxième pilote, l'Allemand Rolf Stommelen, permettent à l'écurie d'accrocher la quatrième place du championnat constructeurs.

#### Ron Tauranac (1971)

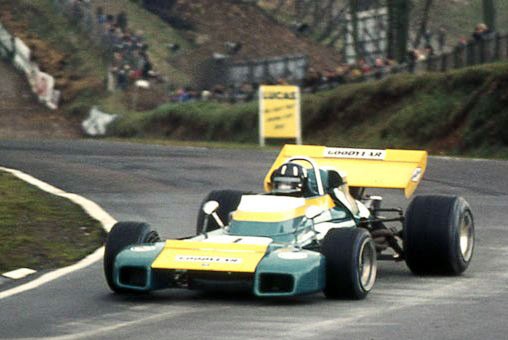
Graham Hill pilote la Brabham BT34 « pince de homard » à la Race of Champions 1971.

Ron Tauranac engage le double champion du monde Graham Hill et le jeune Australien Tim Schenken pour le championnat 1971. Tauranac met au point la BT34 « pince de homard » qui sera dotée de deux radiateurs sur la monoplace de l'Anglais. Ce dernier a perdu en compétitivité depuis son accident au Grand Prix des États-Unis 1969 et n'est plus un pilote de premier plan mais parvient à enlever sa dernière victoire, hors-championnat, à Silverstone au BRDC International Trophy 1971, compensant les sept maigres points obtenus par l'écurie en championnat du monde.
Tauranac, ingénieur de formation, estime qu'il ne pourra pas réunir un budget minimal estimé à 100 000 £ et se demande s'il doit se tourner vers un associé expérimenté dans les affaires. Fin 1971, Tauranac cède, pour 100 000 £, son écurie à l'homme d'affaires anglais Bernie Ecclestone, ancien manager de Jochen Rindt. L'Australien doit toutefois continuer d'assurer la conception des voitures pour l'usine.

#### Bernie Ecclestone (1972–1987)

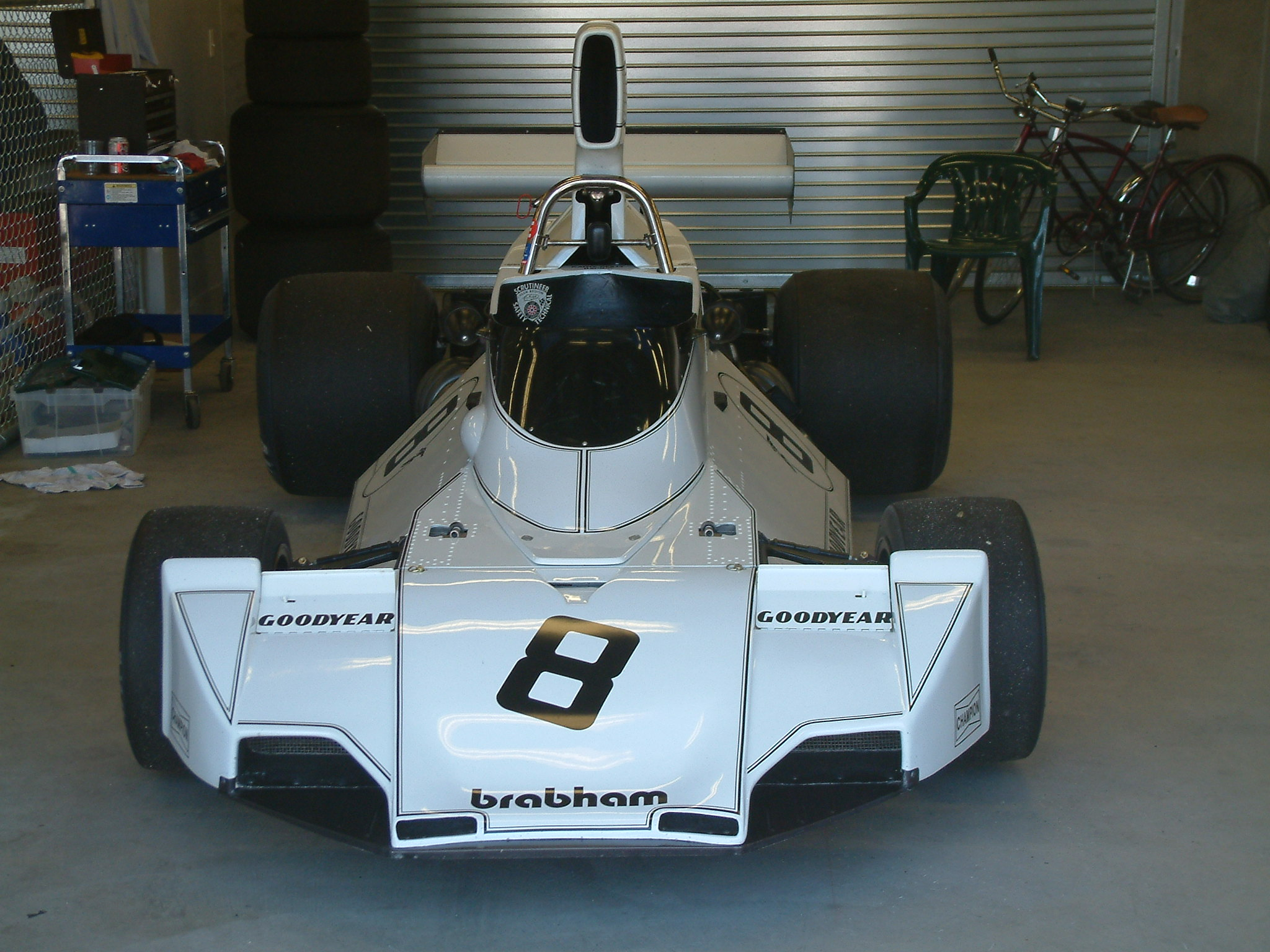
La Brabham BT44 engagée en 1974 aux mains de Rikky von Opel et Carlos Pace en démonstration en 2003.

Tauranac quitte Brabham en début de saison 1972 quand Bernie Ecclestone décide de changer l'organisation de l'entreprise sans l'avoir consulté. L'Anglais s'exprimera à ce sujet disant qu'« en définitive, leur relation n'était pas destinée à fonctionner » et ajoute « [Tauranac et moi] pensions chacun : « Sois raisonnable, fais-le à ma façon » »,. Carlos Reutemann signe la pole position à domicile et remporte le Grand Prix du Brésil. En 1973, Ecclestone engage le jeune ingénieur sud-africain Gordon Murray en tant qu'ingénieur en chef et affecte Herbie Blash au programme de Formule 2. Les deux hommes resteront dans l'écurie pendant quinze ans. En 1973, Murray conçoit l'anguleuse BT42 qui permet à Reutemann de terminer à deux reprises sur le podium et septième du championnat des pilotes.
En 1974, Carlos Reutemann remporte la première de ses trois victoires de la saison, la première pour l'écurie depuis 1970. La BT44, plus compétitive, permet à l'équipe de terminer cinquième du championnat constructeur. Après une excellente fin de saison, les amateurs de Formule 1 annoncent que Motor Racing Developments est favorite pour le titre constructeurs en 1975. La saison débute bien avec la victoire de José Carlos Pace au Brésil, deuxième manche de la saison disputée sur le circuit d'Interlagos. Les courses se poursuivent et des soucis avec les pneumatiques brident les résultats des monoplaces. Toutefois Carlos Pace termine à deux autres reprises sur le podium et se classe sixième du championnat pilote tandis que Reutemann décroche cinq podiums, remporte le Grand Prix d'Allemagne et termine troisième du championnat. Les performances des deux pilotes permettent à l'écurie de se classer troisième du championnat des constructeurs.
Alors que les écuries rivales Team Lotus et McLaren Racing font confiance au bloc moteur Ford-Cosworth DFV depuis la fin des années 1960 et le conservent jusqu'au début des années 1980, Motor Racing Developments entreprend un partenariat avec Alfa Romeo en dépit des bonnes performances de la monoplace construite par Gordon Murray autour du bloc anglo-américain. La firme italienne fournit gratuitement à l'équipe anglaise un puissant mais volumineux moteur à douze cylindres à plat. Le moteur manque de fiabilité et alourdit la BT45 engagée sous la livrée rouge du Martini Racing.
En 1976 puis en 1977, les résultats de Brabham Racing Organisation sont en régression : l'écurie termine à la neuvième puis à la cinquième place, provoquant le départ de Carlos Reutemann chez Ferrari dont le contrat est signé avant même le terme du championnat. Il est remplacé en 1977 par le Nord-irlandais John Watson. Carlos Pace meurt au cours d'un accident d'avion et est remplacé par l'Allemand Hans-Joachim Stuck.
La BT46, conçue par Gordon Murray pour concourir en 1978, intègre plusieurs nouvelles technologies visant à compenser le surpoids du moteur. Ecclestone engage l'Autrichien Niki Lauda, double champion du monde et tenant du titre, et signe un partenariat avec la firme italienne Parmalat qui lui permet de verser à l'Autrichien le même salaire de 200 000 £ qu'il percevait chez Ferrari. Cette année, si la révolutionnaire Lotus 79 à effet de sol domine le championnat, Lauda remporte deux victoires, dont une avec la BT46B qui sera interdite juste après la course.
Le partenariat avec Alfa Romeo se poursuit en 1979. Murray conçoit la BT48, développée autour du moteur V12 Alfa Romeo et intégrant les freins en carbone développés en 1976. L'aérodynamique perfectible de la monoplace rend sa maîtrise difficile et le nouveau moteur manque toujours de fiabilité. Dans ces conditions, l'écurie ne se classe que huitième du championnat du monde des constructeurs. Ecclestone profite du fait qu'Alfa Romeo entreprend les essais de développement de sa propre monoplace en cours de saison pour saisir l'opportunité de rompre leur contrat de partenariat et se tourner vers Cosworth pour motoriser ses monoplaces, un changement que Murray décrit comme « avoir des vacances »,.
Le changement de fournisseur de moteur conduit à l'apparition de la BT49, en fin de saison au Grand Prix du Canada. Néanmoins, lors des essais, Niki Lauda quitte les stands et annonce sa retraite sportive. Plus tard, il justifiera son départ en déclarant qu'il « ne prenait plus de plaisir à tourner en rond encore et encore »,.

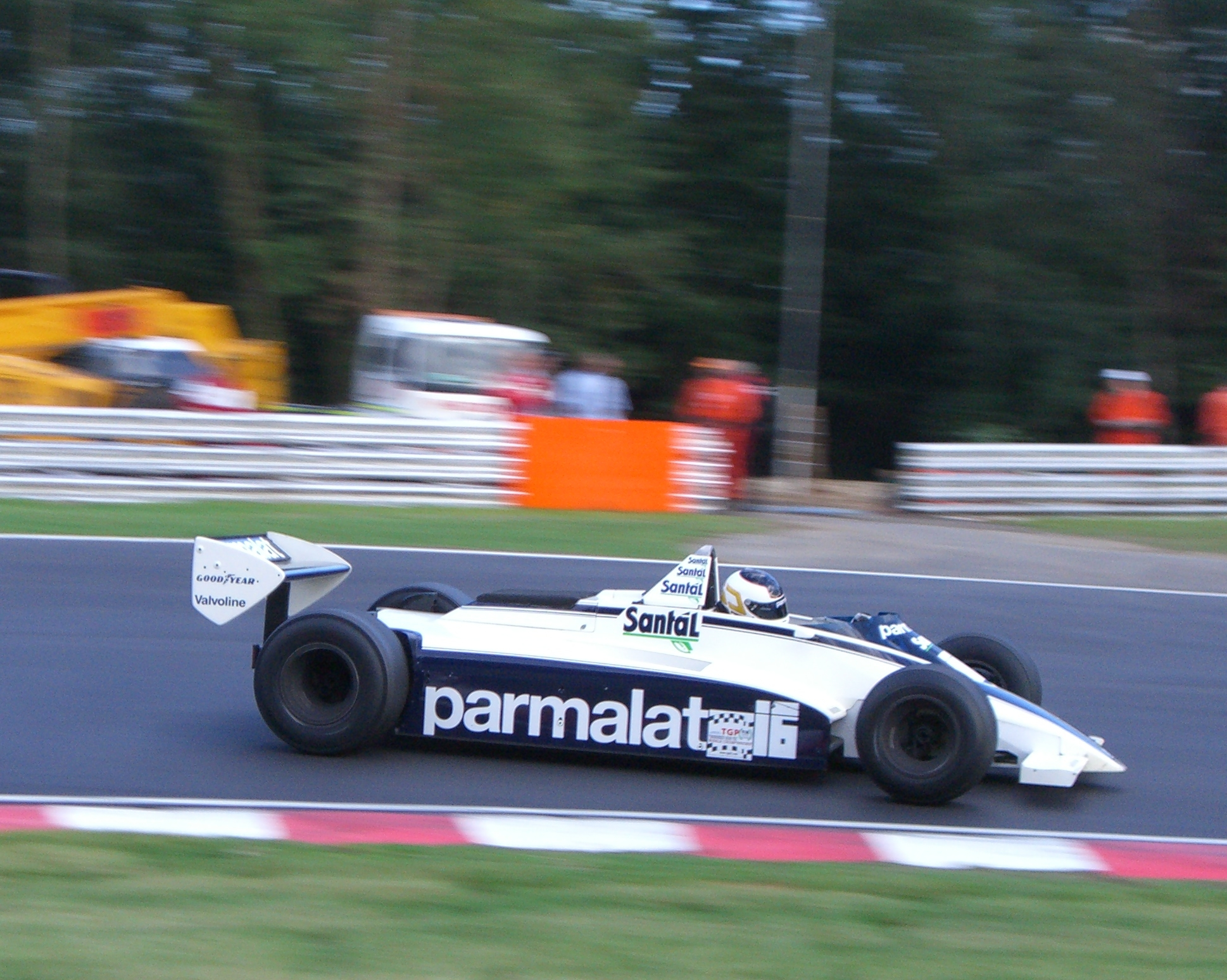
La Brabham BT49, engagée pendant quatre saisons, remporte un titre pilote aux mains de Nelson Piquet.

L'équipe utilise la BT49 durant quatre saisons. Lors de la saison 1980, Nelson Piquet décroche trois victoires et l'écurie termine troisième du championnat des constructeurs tandis que le Brésilien se classe deuxième du championnat des pilotes. Cette saison voit l'introduction d'une livrée noire et blanche que les voitures porteront jusqu'à la disparition de l'écurie en 1992. Après avoir travaillé sur l'effet de sol, pour la saison 1981, l'écurie développe la Brabham BT49C qui utilise un système de suspension hydropneumatique pour réduire la hauteur de caisse et augmenter l'appui aérodynamique. Piquet, qui entretient une étroite collaboration avec Murray, remporte le titre de champion du monde et trois victoires malgré des accusations de tricherie. Brabham se classe deuxième du championnat des constructeurs, derrière Williams F1 Team.
Renault introduit les moteurs turbocompressés en Formule 1 dès la saison 1977 et Brabham teste le moteur turbo BMW M12 à quatre cylindres pendant l'été 1981. Pour le championnat 1982, si l'écurie construit la Brabham BT50 développée autour du moteur BMW M10, elle continue d'aligner la BT49D propulsé par le moteur Cosworth pendant la première moitié de saison en attendant que les problèmes de fiabilité et de motricité du moteur BMW soient résolus. La monoplace à moteur turbo remporte sa première victoire au Grand Prix du Canada. Au championnat des constructeurs, Brabham termine cinquième tandis que Riccardo Patrese, qui remporte la dernière course de l'association Brabham-Ford lors du Grand Prix de Monaco, finit dixième du championnat des pilotes, Nelson Piquet se classant onzième.

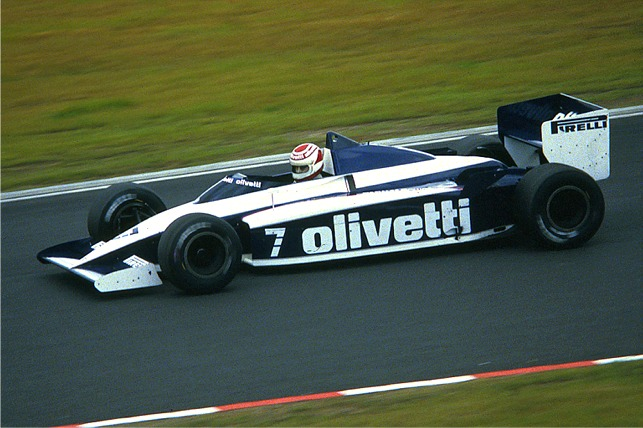
Nelson Piquet sur une BT54 chaussée en pneus Pirelli en 1985.

Lors de la saison 1983, Nelson Piquet remporte le championnat au détriment du pilote Renault Alain Prost lors de la dernière manche du championnat, au Grand Prix d'Afrique du Sud, devenant ainsi le premier pilote titré avec une voiture turbocompressée. Malgré les succès du Brésilien, l'équipe britannique ne remporte pas le championnat des constructeurs. Riccardo Patrese est le seul pilote autre que Piquet à remporter des courses pour Brabham lors de cette période, la seconde voiture étant seulement capable de marquer des points pour le championnat des constructeurs. Patrese termine neuvième du championnat des pilotes avec treize points, offrant ainsi à Brabham la troisième place du championnat des constructeurs derrière Ferrari et Renault.
Nelson Piquet remporte les dernières victoires de l'écurie Brabham : deux en 1984 aux Grand Prix du Canada et Grand Prix de Détroit et une en 1985 au Grand Prix de France avant de rejoindre Williams à la fin de la saison. Après sept ans et deux titres pilotes, le Brésilien estime qu'il vaut plus que le salaire proposé par Ecclestone pour 1986. Piquet prend la cinquième place finale en 1984 et finit huitième en 1985 au championnat des pilotes.
La saison 1986 est un désastre pour l'équipe britannique : la longue et basse Brabham BT55 conçue par Gordon Murray, dont l'inclinaison du moteur BMW M12 améliore pourtant l'aérodynamisme et abaisse le centre de gravité, ne marque que deux points. Le pilote italien Elio De Angelis devient le premier pilote de l'écurie victime d'un accident mortel lors d'une séance d'essais privés organisée au Circuit Paul-Ricard. Derek Warwick, qui le remplace, manque de marquer deux points grâce à sa cinquième place au Grand Prix de Grande-Bretagne, lorsqu'un problème technique survient au dernier tour, le contraignant à terminer huitième et hors des points. En août, après avoir un temps souhaité engager sa propre écurie, BMW annonce son retrait de la Formule 1 à la fin de la saison. Gordon Murray, qui a largement pris les rênes de l'écurie alors que Bernie Ecclestone joue un rôle de plus en plus important dans la Formula One Constructors Association, pense que « la façon dont l'écurie est dirigée depuis quinze ans tombe en panne ». L'ingénieur sud-africain quitte Brabham en novembre pour rejoindre McLaren.
Si Ecclestone reste en contact avec BMW en 1987, la société allemande ne fournit qu'une version améliorée du moteur déjà engagé précédemment. La même année, le bloc avec lequel Brabham a conçu sa monoplace est revendu à Megatron sous la dénomination Megatron M12/13 pour équiper les Arrows. Les principaux dirigeants de Brabham admettent qu'à ce moment-là, la gestion de l'équipe par Bernie Ecclestone a perdu en intérêt. Le résultat de l'équipe en championnat est moins bon que l'année précédente : le tandem formé par Riccardo Patrese et Andrea De Cesaris ne marque que dix points, notamment grâce à deux troisièmes places obtenues en Belgique et au Mexique. Incapable de se procurer un moteur convenable, Motor Racing Developments ne s'inscrit pas pour le championnat 1988 et Ecclestone annonce le retrait de l'écurie dès le Grand Prix du Brésil 1988. L'Anglais revend l'écurie à Alfa Romeo, pour un prix supposé de 2 000 000 de livres sterling,.

#### Joachim Luhti (1989)
Brabham ne dispute pas la saison 1988 pendant la transition entre actionnaires. Très vite, Alfa Romeo, qui vient d'acquérir l'équipe, la revend à l'homme d'affaires suisse Joachim Luhti qui l'inscrit en championnat du monde dès la saison suivante, en 1989.
La nouvelle BT58 est désormais motorisée par le bloc Judd EV. John Judd, fondateur de l'entreprise homonyme, connaît bien Brabham puisqu'il a travaillé chez Repco quand Jack Brabham dirigeait l'écurie.
Le jeune pilote italien Stefano Modena, engagé par Brabham au Grand Prix d'Australie 1987 en tant que troisième pilote, a pris de l'expérience après un passage chez Eurobrun Racing en 1988 et est recruté par Luhti. Il est associé à l'expérimenté Martin Brundle et les deux hommes amènent l'écurie à la neuvième place du championnat constructeurs. Si Modena signe le dernier podium pour Motor Racing Developments au Grand Prix de Monaco, Brundle ne se préqualifie ni au Grand Prix du Canada ni au Grand Prix de France et Modena manque les essais en Italie.

#### Middlebridge Racing (1989–1992)
Joachim Luhti est arrêté pour fraude fiscale en 1989 et plusieurs entreprises se disputent alors le contrôle de Brabham Racing Organisation. Le groupe japonais Middlebridge Group Limited, propriété du milliardaire Koji Nakauchi déjà impliqué en Formule 3000 avec sa propre équipe, prend le contrôle de l'écurie à partir de la saison 1990, provoquant le retour d'Herbie Blash.
Si Middlebridge finance l'achat à hauteur de 1 000 000 de livres sterling par l'intermédiaire de la société financière Landhurst Leasing, l'équipe reste sous-financée et ne marque que quelques points pendant trois années.
En 1990, David Brabham, le plus jeune fils de Jack Brabham, est recruté en tant que pilote. Les résultats sont désastreux : Modena inscrit les seuls points de la saison lors de la manche d'ouverture aux États-Unis où il se classe cinquième. Brabham accroche timidement la neuvième place du championnat constructeur.
En 1991, Martin Brundle est associé au Britannique Mark Blundell qui remplace Stefano Modena. En raison de leurs mauvais résultats lors de la première moitié du championnat, les deux pilotes sont obligés de passer par les sessions de pré-qualifications pour s'engager en course lors de la seconde partie du championnat du monde. Blundell échoue à se pré-qualifier au Japon et Brundle à se qualifier en Australie. Toutefois, dans cette deuxième moitié de championnat, les deux hommes décrochent trois points pour l'écurie, lui permettant de prendre la dixième place du championnat constructeurs, derrière Lotus.
En 1992, Motor Racing Developments recrute Damon Hill, le fils de Graham Hill, double champion du monde et ancien pilote Brabham. Il remplace Giovanna Amati, dernière femme à avoir tenté de se qualifier pour une course en Formule 1, qui doit rapidement céder son baquet pour des raisons financières. L'ingénieur argentin Sergio Rinland, qui a pris la relève de Gordon Murray à partir de la BT56 de 1987, conçoit dès lors toutes les monoplaces de la firme, y compris en 1991 quand Yamaha motorise les monoplaces. En 1992, les voitures, qui ne sont que de modestes améliorations de celles de la saison passée, ne parviennent que rarement à se qualifier. En terminant onzième à quatre tours du vainqueur du Grand Prix de Hongrie, Damon Hill devient le dernier pilote à franchir la ligne d'arrivée au volant d'une Brabham.
À la fin de cette course, Middlebridge Group Limited, surendetté, n'est plus en mesure de payer ses traites, estimées à 6 000 000 livres sterling. John McDonald quitte l'équipe, en précisant que Dennis Nursey aurait repoussé une offre « très raisonnable » de reprise de la part d'un groupe sud-américain au profit d'une autre proposition qui ne s'est jamais confirmée,,,,,.
L'écurie, qui ne se rend pas au Grand Prix de Belgique, espère trouver une solution pour le Grand Prix d'Italie, en vain. Peu après cette manche, Brabham annonce son retrait de la Formule 1. En effet, depuis le début de la saison, l'équipe est financée par Landhurst Leasing, une société de prêt sur gage dirigée par Edward Ball dont la réputation est assez sulfureuse ; or cette société vient de déposer son bilan. Le syndic de faillite de Landhurst Leasing oblige Brabham à déposer également son bilan afin de pouvoir procéder à l'épuration des dettes de Landhurst Leasing,,,,,. L'écurie Team Lotus, dont une partie des ressources financières dépend d'Edward Ball est également prise dans cet imbroglio ; Peter Collins, son directeur déclare : « Je dois désormais de l'argent au syndic de faillite plutôt qu'à Ball, cela ne fait finalement pas de différence ! »
Le non-paiement des traites provoque l'intervention de l'administration britannique : l'enquête du Serious Fraud Office révèle que le directeur exécutif de Landhurst Leasing, accusé de corruption, a accepté des dessous de table de Middlebridge Group Limited. Début octobre, un consortium mené par Alan Randall, qui a tenté d'aligner des Jaguar en championnat du monde des voitures de sport, fait une offre de rachat de l'écurie en espérant attirer le constructeur britannique en Formule 1 dès 1993,,,,,,.
À la fin de l'année 1992, le projet d'Alan Randall n'est toujours pas finalisé et semble déjà bien compromis. En effet, Randall a déjà fait parler de lui en début de saison lorsqu'il avait annoncé qu'il rachetait l'équipe de Tom Walkinshaw engagée en championnat du monde des voitures de sport ; n'ayant jamais pu recueillir de financement pour cette acquisition, les Jaguar ne furent pas alignées en championnat. Alors que Randall annonce avoir trouvé de nouveaux partenaires pour acquérir Brabham, Tim Densham choisit de rejoindre Tyrrell Racing.
Randall annonce que le Mexicain Carlos Guerrero, soutenu par la marque de bière Carta Blanca, devrait piloter le successeur de la BT60B,,,,,,. Courant décembre, Randall, rattrapé par la Fédération internationale du sport automobile, se voit rappeler qu'il doit payer avant la fin de l'année une amende de plusieurs millions de dollars pour avoir renoncé à faire courir les Jaguar en championnat du monde des voitures de sport alors qu'elles étaient engagées ; il n'a d'autre solution que de se retirer du projet de rachat et est remplacé par Dave Prewitt,,,,,,.
Prewitt annonce que les BT60B débuteront la saison 1993 tandis que la société Galmer Engineering d'Alain Mertens, qui a fourni les châssis du championnat américain de Champ Car, est chargée d'en extrapoler une nouvelle évolution destinée à être engagée en cours de saison. Il confirme également la titularisation de Carlos Guerrero,,,,,,.
En février, 1993, malgré les soutiens financiers de Guerrero, Brabham n'est pas en mesure de payer les arrhes exigées par Galmer Engineering pour modifier les BT60B et concevoir le châssis suivant. Galmer Engineering déclare alors ne plus avoir suffisamment de temps désormais pour remplir la tache confiée avant le début du championnat du monde, le 14 mars ; la BT60B devient donc la derrière monoplace engagée en championnat du monde par Brabham,,,,,,.
Au terme de la saison, quatre écuries quittent la Formule 1 : Brabham, March Engineering, Fondmetal et Andrea Moda Formula. Même s'il est envisagé de recréer Motor Racing Developments, il faut payer les avoirs à Landhurst Leasing et plusieurs biens de l'entreprise sont vendus aux enchères en 1993. Parmi ces biens figurent l'ancienne usine de l'équipe à Chessington, qui est acquise par Yamaha Motor Sports pour abriter les locaux d'Activa Technology Limited, une entreprise de fabrication des pièces composites pour la course et les voitures de route, dirigée par Herbie Blash. L'usine est ensuite acquise par l'écurie de GP2 Series Carlin DPR en 2006.

#### Projet de recréation de l'écurie (2010)
Le 4 juin 2009, Franz Hilmer confirme qu'il a déposé le nom Brabham pour concourir en Formule 1 en 2010 et qu'il peut s'adapter au budget de la discipline. La famille Brabham n'est pas impliquée dans le projet et annonce qu'elle dépose un recours juridique contre l'utilisation de son nom. Le projet de création de l'équipe est rejeté.

### Motor Racing Developments

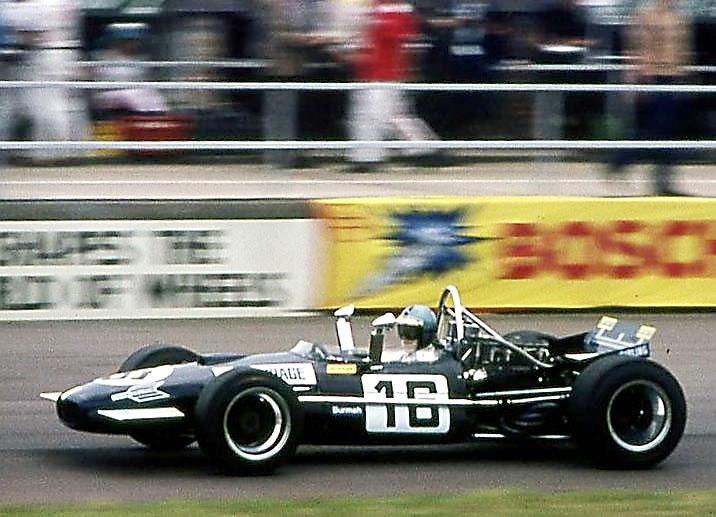
Plusieurs écuries de Formule 1 engagent des Brabham à titre privé, comme Piers Courage, pilote Williams.

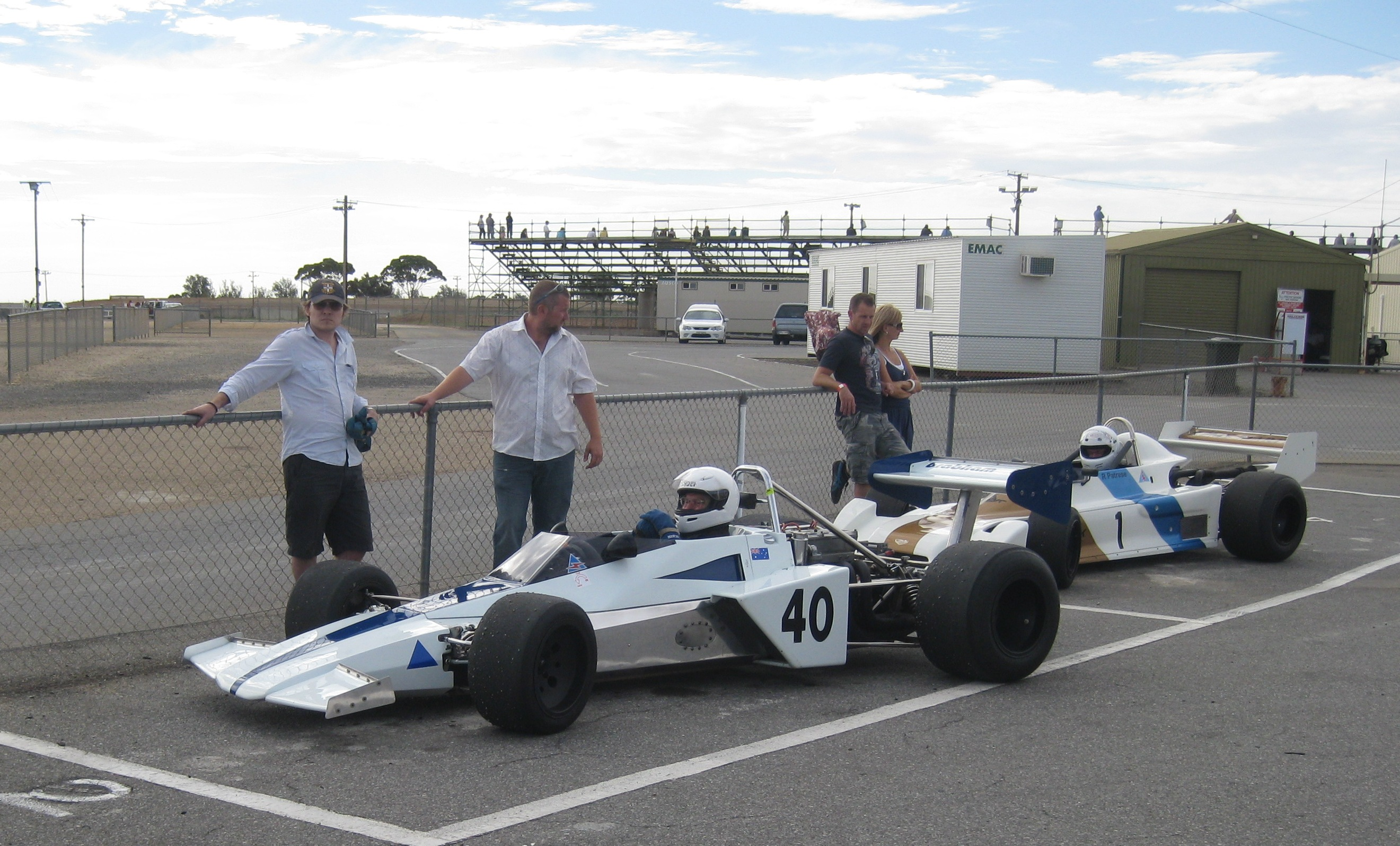
La BT40 est le dernier modèle produit pour la Formule 2 par Brabham.

Jack Brabham et Ron Tauranac créent la société Motor Racing Developments en 1961 pour concevoir et construire des voitures engagées dans les différentes formules. Les monoplaces Brabham sont donc largement utilisées par d'autres écuries, en Formule 1 comme dans les autres disciplines. Initialement, Brabham et Tauranac se partagent chacun 50 % des actions. Tauranac est responsable de la conception et de la commercialisation tandis que Brabham est responsable des essais, de la logistique et des relations avec les fournisseurs comme Repco ou la MIRA. Jack Brabham contribue aussi au processus de conception des voitures et à leur construction.
Entre 1963 et 1965, Motor Racing Developments n'est pas impliqué en Formule 1 mais dans d'autres formules de rang inférieur. L'autre société de Jack Brabham, Brabham Racing Organisation, est quant à elle engagée dans la discipline reine. La situation entre les deux sociétés devient plus confuse quand Motor Racing Developments est renommée en Brabham Racing Developments entre 1962 et 1964.
Comme les autres écuries achetant des monoplaces Brabham, Brabham Racing Organisation achète les siennes à Motor Racing Developments, initialement à 3 000 livres sterling l'unité, même si l'écurie Brabham ne paie pas la part relative au développement. Ron Tauranac, mécontent de la distance prise avec le monde de la Formule 1, exprime avant même le terme de la 1966 le manque d'intérêt à produire des monoplaces pour la Formule 1 selon ce schéma. Jack Brabham recherche alors un nouveau fournisseur de châssis pour Brabham Racing Organisation mais finalement les deux entités signent un nouveau contrat pour 1966 qui renforce leur coopération dans la discipline. Fin 1969, Jack Brabham vend ses actions de Motor Racing Developments à Ron Tauranac qui en fait l'écurie d'usine.
Bien que Motor Racing Developments ne construise sa première voiture qu'en 1961, Brabham devient le plus important constructeur de monoplaces dans le monde, dépassant la référence Cooper. Entre ses débuts en 1961 et 1970, Brabham produit près de cinq cents monoplaces. Plusieurs autres écuries de Formule 1 courent sur des Brabham comme entre autres Frank Williams Racing Cars ou le Rob Walker Racing Team. Lors du Grand Prix de Grande-Bretagne 1965, sept Brabham sont engagées dont seulement deux par l'usine. Pendant le reste de cette saison, on compte en moyenne quatre à cinq Brabham engagées par Grand Prix.
Construisant des monoplaces pour toutes les formules automobiles, Motor Racing Developments va jusqu'à produire quatre-vingt-neuf monoplaces pour la seule saison 1966. Motor Racing Developments acquiert la réputation d'un constructeur honnête, fournissant à ses clients des monoplaces aussi performantes que celles de ses propres pilotes. La société propose à ses clients un très important service de soutien et Jack Brabham intervient en personne pour aider les clients à améliorer leurs voitures. Les monoplaces s'appellent alors « Repco-Brabham » non pas à cause de leur motorisation mais d'un contrat de sponsoring à travers lequel le motoriste australien fournit des pièces à Jack Brabham depuis son passage chez Cooper.

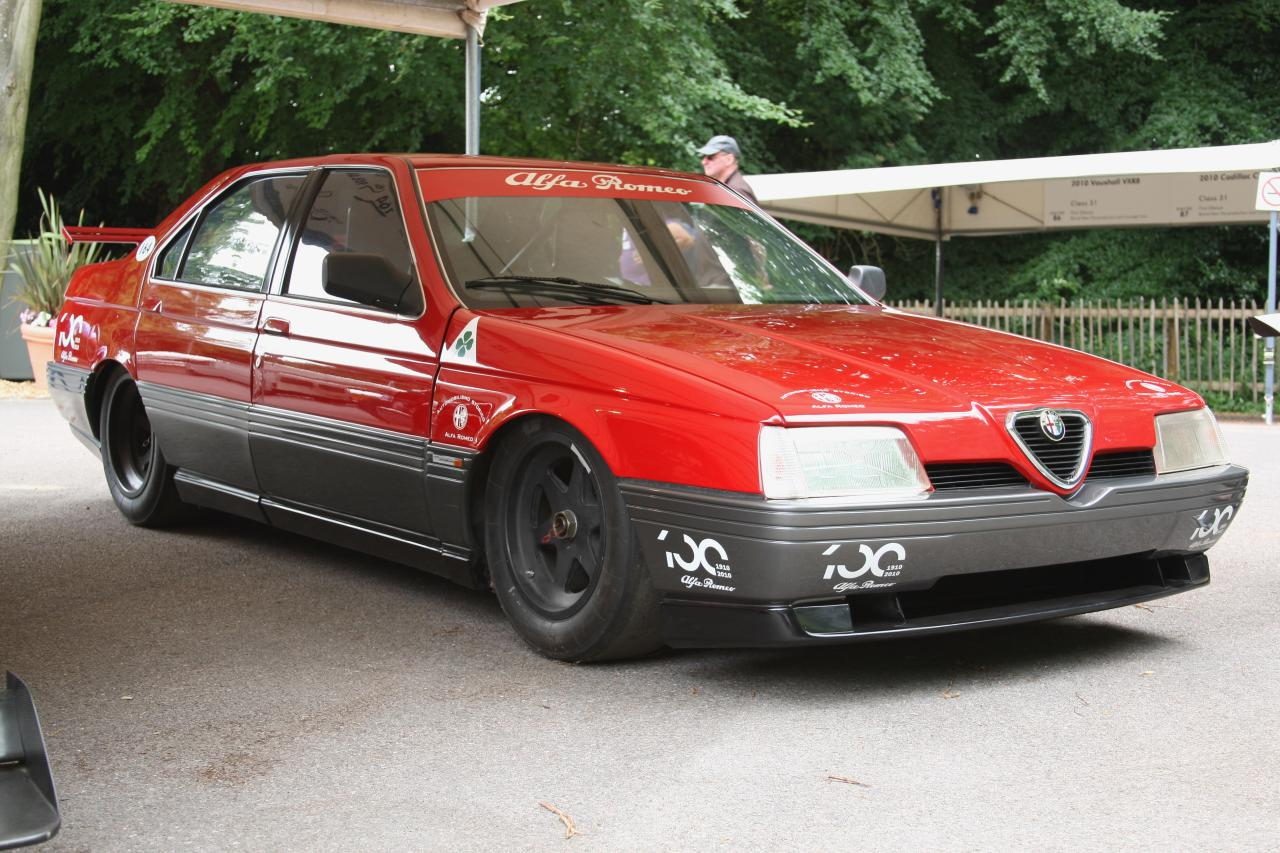
L'Alfa Romeo 164 Procar au Festival de vitesse de Goodwood en 2010.

Fin 1971, Bernie Ecclestone acquiert Motor Racing Developments et Brabham en tant que marque commerciale. Même si Ecclestone maintient brièvement la production de voitures, il est convaincu que pour être performante, la société doit se concentrer pleinement sur la Formule 1. Motor Racing Developments produit ses dernières monoplaces destinées au marché client  en 1973 avec la BT40 de Formule 2 et la BT41 de Formule 3.
En 1976, Ecclestone se sépare des anciennes BT44B qu'il revend au RAM Racing. Le journaliste spécialisé Henry affirme même qu'Ecclestone a procédé à leur vente pour s'assurer que l'équipe se concentre exclusivement au développement de la nouvelle BT45 qui rencontre des problèmes de mise au point.
Bernie Ecclestone vend Motor Racing Developments à Alfa Romeo en 1988. Alfa Romeo n'est pas engagé en Formule 1 et utilise les ressources de l'ancienne écurie Brabham au développement de l'Alfa Romeo 164 Procar, dotée d'un châssis en matériaux composites et d'un moteur en position centrale-arrière. Également connue comme la BT57, elle doit être capable de concourir dans un championnat « Procar », comme celui des BMW M1 quelques années plus tôt.

### Historique dans d'autres disciplines

#### Indycar

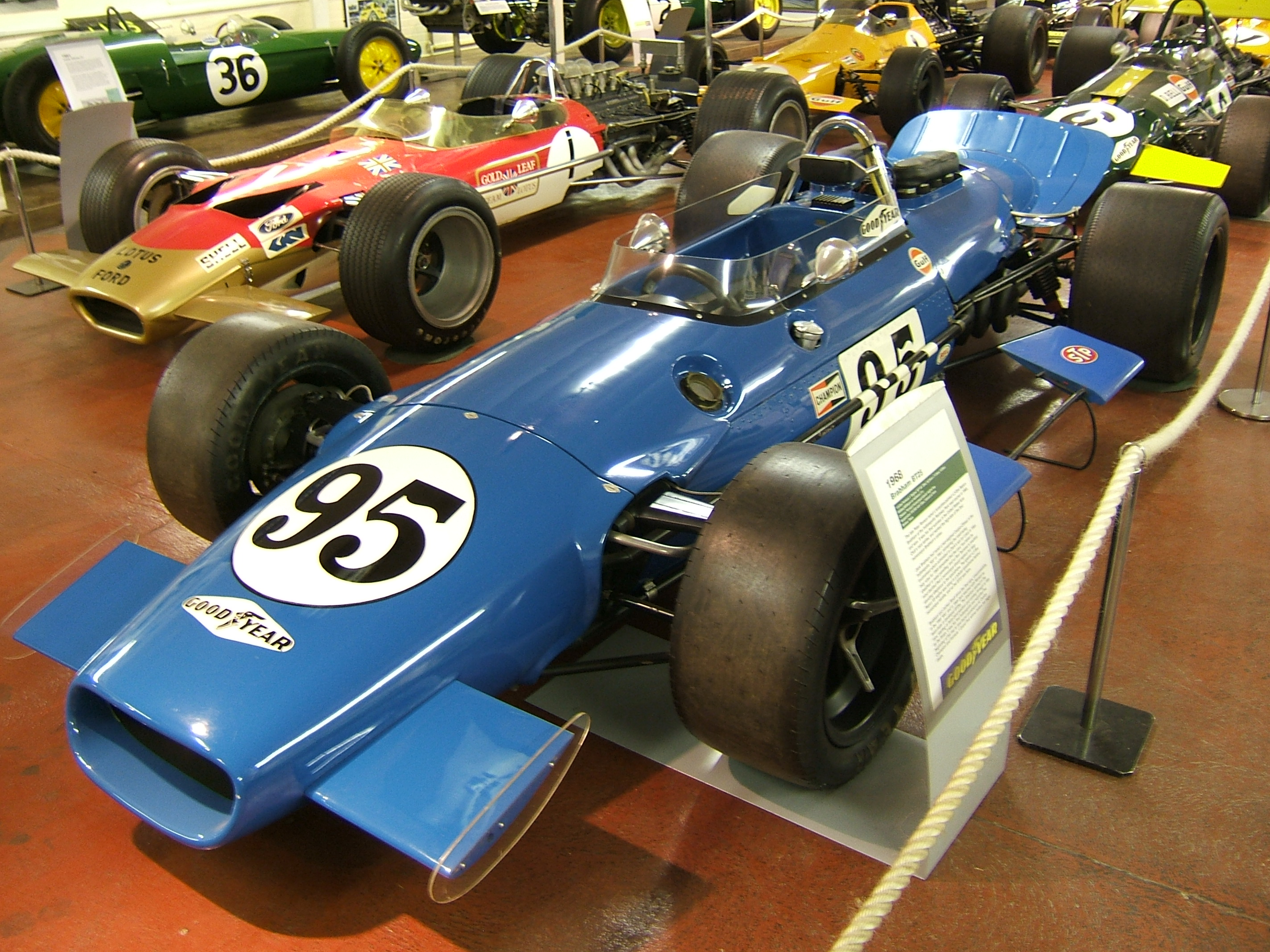
La BT25 est la dernière Brabham à avoir remporte une course du championnat d'IndyCar, en 1968.

Les monoplaces Brabham sont engagées aux 500 miles d'Indianapolis entre le milieu des années 1960 et le début des années 1970. Après un projet avorté en 1962, Motor Racing Developments crée en 1964 un châssis spécifique pour l'IndyCar motorisé par Offenhauser.
Cette voiture, la Brabham BT12, pilotée par Jack Brabham aux 500 miles d'Indianapolis 1964 sous le surnom de « Zink-Urschel Trackburner », abandonne sur un problème de réservoir d'essence. Elle est à nouveau engagée en 1966 aux mains du pilote local Jim McElreath qui se classe troisième derrière les deux Britanniques Graham Hill et Jim Clark. Entre 1968 et 1970, Motor Racing Developments continue de s'engager dans l'Indiana, d'abord avec une monoplace animée par un moteur Repco de 4,2 l, issu du développement d'un bloc de Formule 1. Ainsi préparé, Peter Revson enlève la cinquième place de l'épreuve en 1969.
L'année suivante, le bloc Offenhauser est à nouveau choisi afin d'équiper la Brabham. La Brabham-Offenhauser est engagée dans l'épreuve en 1971 par J.C. Agajanian qui la confie à Bill Vukovich II. Celui-ci se classe cinquième. Malgré un palmarès vierge dans l'Indiana, McElreath reporte quatre courses du championnat USAC entre 1965 et 1966 avec la BT12.
La monoplace Dean Van Lines Special avec laquelle Mario Andretti remporte le championnat USAC en 1965 est une copie de la BT12 réalisée par le chef de l'écurie, Clint Brawner, avec l'assentiment de Jack Brabham.

#### Formule 2

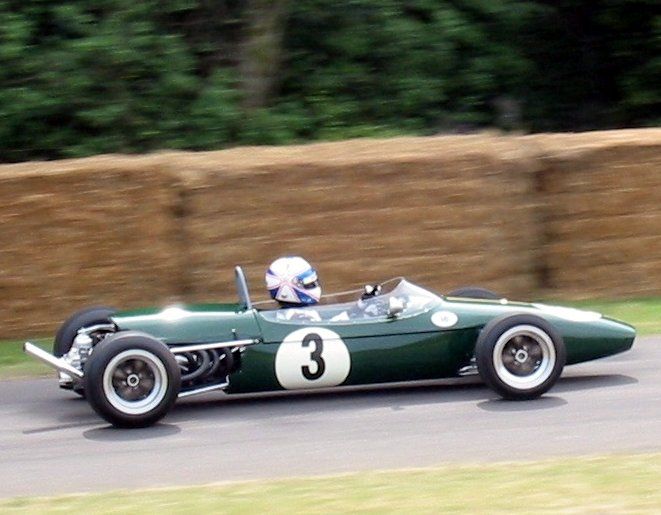
La BT18 à moteur Honda domine le championnat de Formule 2 1966.

Entre les années 1960 et 1970, il est fréquent que les pilotes qui concourent en Formule 1 s'engagent également en Formule 2. Pour fournir les pilotes en monoplaces, Motor Racing Developments crée la BT18. Motorisée par Honda, la voiture permet à Jack Brabham et à Denny Hulme de remporter onze victoires successives. Les voitures sont engagées directement par Motor Racing Developments et non par Brabham Racing Organisation. Repco, motoriste de l'écurie en Formule 1, entre en conflit avec Honda pour la fourniture de moteurs à Brabham en Formule 2.

#### Formule 3

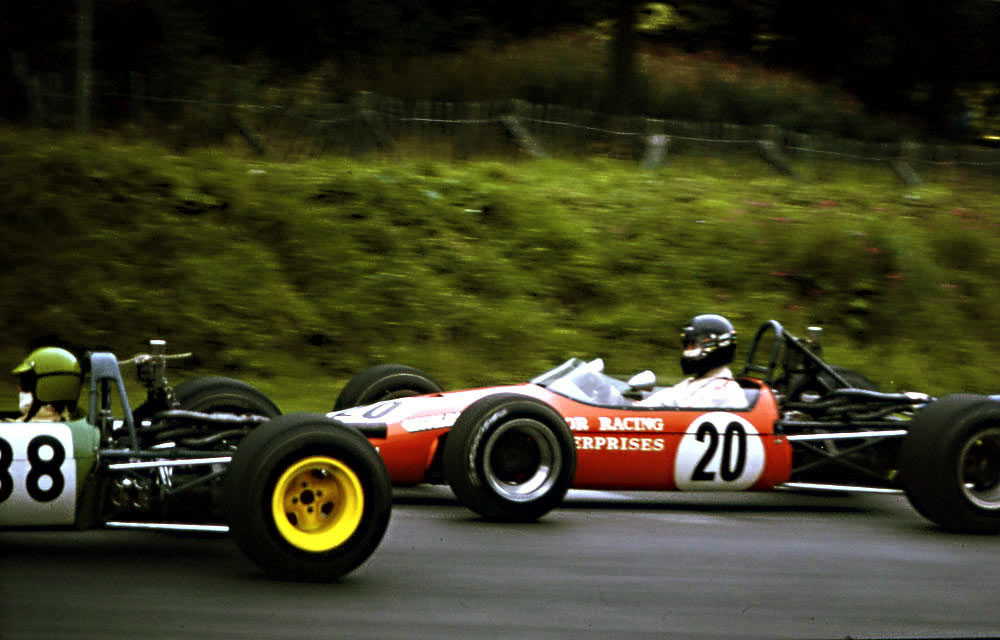
Les meilleurs pilotes de Formule 3 utilisent des Brabham en début de carrière, comme James Hunt.

La BT9, première Brabham de Formule 3, remporte seulement quatre courses majeures en 1964. Elle est suivie en 1965 par la BT15, mieux conçue, qui se vend à cinquante-huit unités et remporte quarante-deux courses majeures. Les développements ultérieurs de la monoplace, améliorée au niveau de l'appui aérodynamique par des ailerons à la fin de la décennie, en font l'une des meilleures voitures du plateau en 1971.
La BT38C, produite en 1972, est la première Brabham de Formule 3 dotée d'un châssis monocoque et non conçue par Ron Tauranac. Il s'en écoule quarante unités, chiffre honorable mais inférieur à celui des précédentes années. Brabham Racing Organisation engage la très anguleuse BT41 en Formule 3 avant de se retirer de la discipline.

#### Voitures de sport

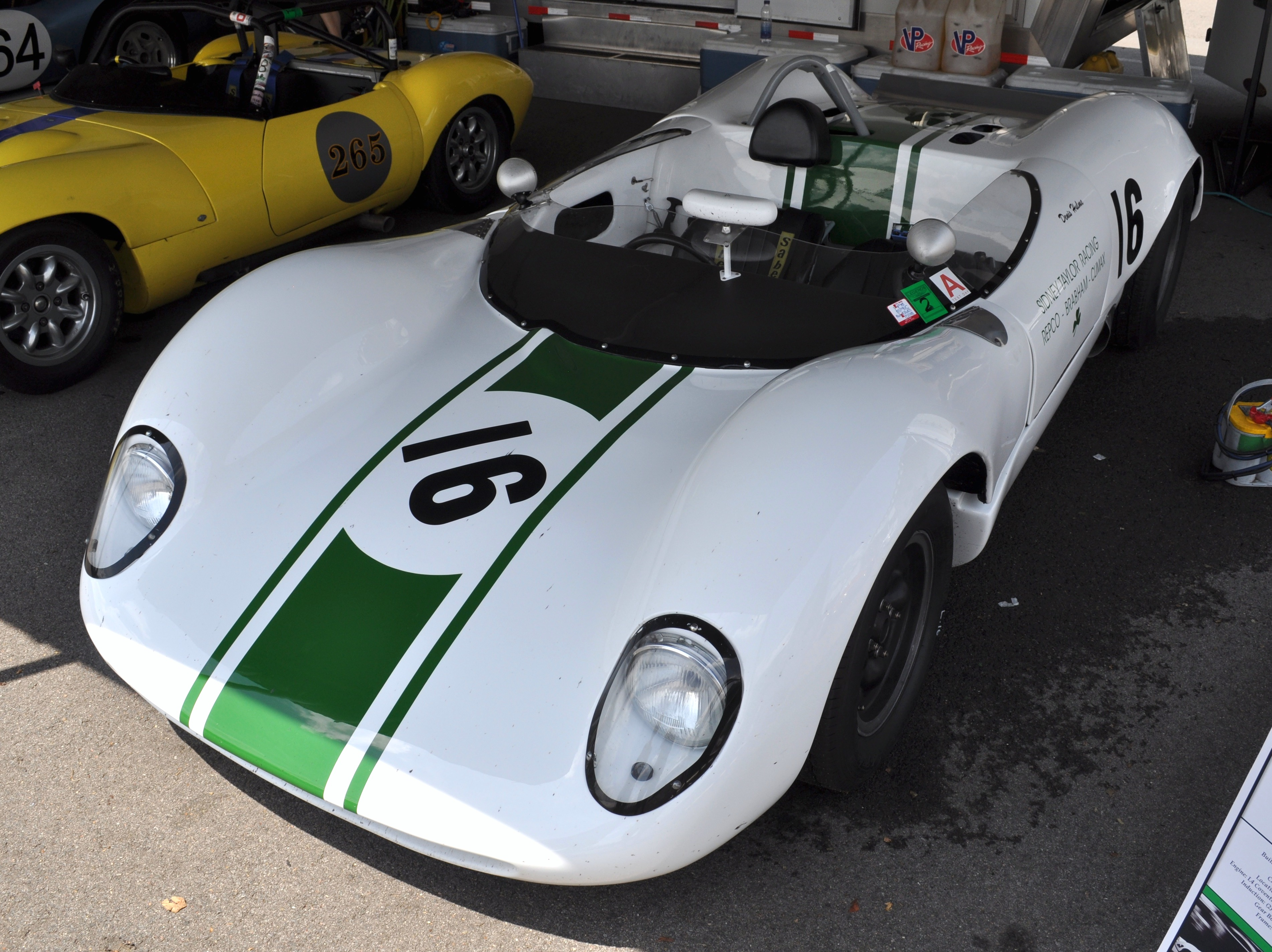
Une Brabham BT8 lors d'un rassemblement de voitures historiques à Mont-Tremblant.

Ron Tauranac, qui n'aime pas concevoir des voitures de sport, n'y consacre qu'une petite partie de son temps chez Motor Racing Developments où son commerce de monoplaces est une réussite. Seuls quatorze modèles de voitures de sport sont construits entre 1961 et 1972, sur une production totale de près de six cents châssis.
La BT8A est l'une des plus performantes et remporte plusieurs courses dans le championnat national britannique entre 1964 et 1965. Modifiée en 1966 avec une carrosserie allongée, elle devient la BT17. Initialement motorisée par un moteur Repco pour le championnat CanAm elle rencontre des problèmes de fiabilité et est rapidement abandonnée.

## Innovations technologiques
Brabham Racing Organisation est considérée comme une équipe techniquement conservatrice pendant les années 1960, principalement à cause de la décision prise par Ron Tauranac de maintenir un châssis tubulaire au détriment d'une plate-forme monocoque. Apparue en 1962 et initiée par Team Lotus, cette technique de construction ne plaît pas à l'ingénieur en chef de Brabham qui considère qu'elle n'apporte pas plus de rigidité qu'un treillis tubulaire et que l'entretien pour les clients de Motor Racing Developments sera plus difficile.
Ses voitures « à l'ancienne » demeurent performantes et permettent à Jack Brabham en 1966 puis à Denny Hulme en 1967 de réaliser deux doublés consécutifs pour les titres pilotes et constructeurs. Les monoplaces conçues par Tauranac reposent sur un châssis multitubulaire jusqu'en 1970, quand le règlement de la Formule 1 impose l'usage du châssis monocoque. La Brabham BT26A et le prototype Matra MS84 à quatre roues motrices de 1969 sont les deux dernières monoplaces en Formule 1 dotées d'un châssis tubulaire. La FIA instaure pour 1970 l'utilisation d'un réservoir d'essence souple qui doit impérativement être contenu à l'intérieur du châssis, imposant l'utilisation d'une structure monocoque. Les Brabham engagées en IndyCar utilisaient un châssis monocoque dès 1968.
Malgré le conservatisme apparent de l'équipe, Brabham devient, en 1963, la première écurie à utiliser une soufflerie pour améliorer l'aérodynamisme, réduire la traînée et empêcher les voitures de se soulever à grande vitesse. Les premiers tests sont menés au Motor Industry Research Association par Malcolm Sayer, le responsable des essais pour l'aérodynamique de la Jaguar Type D victorieuse aux 24 Heures du Mans 1955.
Cette pratique devient la norme dans les années 1980 et reste un des plus importants facteurs de succès. À la fin des années 1960, l'équipe commence à exploiter la déportance pour que des forces plus importantes s'exercent sur les roues et permettent à la monoplace de rester rapide dans les virages à grande vitesse. À cet effet, Brabham devient, lors du Grand Prix de Belgique 1968, la première écurie aux côtés de Ferrari à utiliser des ailerons couvrant toute la largeur de la voiture.
Brabham Racing Organisation est le plus innovateur des constructeurs entre les années 1970 et 1980, lorsque Gordon Murray en est directeur technique. En 1976, l'équipe introduit les disques de frein en carbone pour réduire la masse non suspendue et améliorer l'intensité du freinage grâce à un meilleur coefficient de friction. Les premiers disques expérimentés utilisent des plaquettes en matériaux composites et des disques d'acier. À ses débuts, cette nouvelle technologie rencontre des problèmes de fiabilité, ainsi José Carlos Pace quitte la piste à 290 km/h au Grand Prix d'Autriche 1976. Le liquide de frein porté à ébullition rend les freins inopérants, ce qui empêche le Brésilien de stopper sa voiture.
En 1979, Brabham développe un nouveau système de freinage plus efficace combinant des disques en carbone à des plaquettes en carbone. À la fin des années 1980, les freins en carbone sont utilisés par toutes les écuries dans toutes les disciplines.

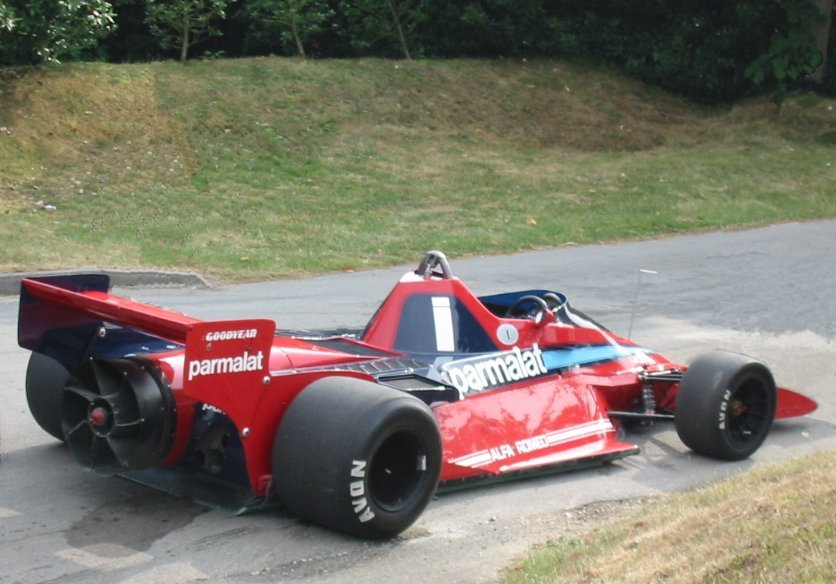
La Brabham BT46B qui remporte la victoire pour son unique apparition en course en 1978. À l'issue de l'épreuve, la FIA l'interdit mais laisse à Niki Lauda la victoire et les points qu'il a acquis.

Bien que Brabham expérimente les déflecteurs et les jupes de soubassement dès le milieu des années 1970, l'équipe, comme le reste du plateau en Formule 1, ne comprend pas immédiatement l'importance de l'innovation du Team Lotus en matière d'effet de sol en 1977. La Brabham BT46B du Grand Prix de Suède 1978 génère d'importants appuis grâce à un ventilateur qui aspire l'air sous la voiture, bien que son utilisation revendiquée soit le refroidissement du moteur. Aux mains de Niki Lauda, la monoplace remporte l'unique épreuve où elle est engagée avant que la FIA ne cherche une échappatoire dans les règlements pour l'interdire. Il est souvent affirmé que la voiture n'a jamais été interdite mais plutôt volontairement retirée par Bernie Ecclestone. Ecclestone avait accepté de la retirer après trois courses mais la FIA a changé la réglementation pour rendre ce type de voiture, et pas seulement la BT46B en particulier, illégal avant qu'il ne puisse reprendre la compétition.
En 1979, Gordon Murray est le premier à utiliser des matières plastiques renforcées de fibre de carbone pour alléger une voiture alourdie par la structure monocoque en aluminium. Cependant, comme Ron Tauranac, il est le dernier à adopter une structure monocoque entièrement en matières composites. Murray est alors réticent à adopter un châssis-composite qu'il estime incapable de résister à un crash test jusqu'à un essai concluant avec la BT49. Brabham ne suit pas la voie ouverte par McLaren et leur MP4/1, jusqu'en 1986, l'écurie est alors la dernière en Formule 1 à adopter cette technologie, sur la BT55 à la ligne très basse Cette autre technologie a également été adoptée jusqu'au plus haut niveau dans le sport automobile.
La FIA impose en 1981 une garde au sol minimale de 6 cm dans le but de les ralentir dans les virages en limitant les appuis aérodynamiques créés par l'effet de sol. Gordon Murray met au point une « suspension hydropneumatique » pour que la garde au sol de la BT49C se règle d'elle-même à moins de 6 cm du sol dans les lignes droites. Brabham Racing Organisation est accusée de tricherie par les autres écuries alors que Murray est convaincu d'avoir respecté à la lettre le règlement. Aucune sanction n'est prononcée contre l'écurie et, très vite, les autres équipes réalisent leur propre système de réduction de garde au sol en ligne droite.
Au Grand Prix de Grande-Bretagne 1982, Brabham Racing Organisation réintroduit l'idée de ravitailler et de changer les pneumatiques en course. Ces pratiques, inutilisées depuis la saison 1957, doivent permettre aux pilotes d'être plus rapides, grâce au gain de poids en carburant et à l'usure moins prononcée des pneumatiques en fin de course. Après avoir étudié cette technique aux 500 miles d'Indianapolis et dans les courses de NASCAR aux États-Unis, les mécaniciens de Brabham simulent lors d'essais privés le ravitaillement et le changement des pneumatiques en 14 secondes.
En 1982, la tactique n'est pas encore au point et Gordon Murray déclare qu'elle a permis de « mettre en avant nos sponsors à des courses que nous n'avions aucune chance de gagner ». Mais en 1983, l'équipe fait un meilleur usage de cette tactique et Nelson Piquet remporte trois courses et le titre pilotes. En 1984, les ravitaillements sont interdits tandis que les changements de pneumatiques restent autorisés.

## Controverses et polémiques
La BT46B et la suspension hydropneumatique exploitent les failles de la réglementation de la Formule 1. Au début des années 1980, Brabham Racing Organisation est accusée d'aller trop loin et de ne pas respecter l'esprit du règlement. En 1981, Nelson Piquet devient champion du monde pour la première fois malgré des rumeurs de tricherie sur le poids des monoplaces Brabham. Plusieurs pilotes parmi lesquels Jacques Laffite affirment que les voitures sont lourdement ballastées avant de passer les inspections. La direction de Brabham rejette les accusations et, comme aucune protestation n'est officiellement présentée aux autorités, aucune sanction n'est prononcée contre l'écurie.
En 1978, Bernie Ecclestone devient président de la Formula One Constructors Association (FOCA), l'association formée par les écuries pour défendre leurs intérêts. Cette position privilégiée est à nouveau source de polémique. Les autres écuries accusent Brabham d'être informée avant elles des changements de réglementation et d'en profiter. Ecclestone nie avoir profité de cette position, d'autant plus qu'à la fin de la saison 1982, Murray décide de remplacer la nouvelle BT51 car l'effet de sol est de nouveau autorisé en 1983. Pour cela, il n'a que trois mois pour concevoir et construire sa remplaçante, la BT52.
Fin 1983, le titre constructeurs se joue entre Renault et Ferrari alors que le titre pilotes revient à Piquet. Renault proteste contre l'indice d'octane, supérieur chez Brabham à la limite légale de 102. La FIA déclare qu'un taux de 102,9 est autorisé par les règles et que Brabham Racing Organisation n'a pas dépassé la limite,.

## Résultats en championnat du monde de Formule 1
| Saison | Écurie                                                                           | Châssis                                   | Moteur                                                             | Pneus             | Pilotes                                                                         | Grands Prix disputés | Points inscrits | Classement |
| ------ | -------------------------------------------------------------------------------- | ----------------------------------------- | ------------------------------------------------------------------ | ----------------- | ------------------------------------------------------------------------------- | -------------------- | --------------- | ---------- |
| 1962   | Brabham Racing Organisation                                                      | Lotus 24 Brabham BT3                      | Climax FWMV V8                                                     | Dunlop            | Jack Brabham                                                                    | 3                    | 6               | 7e         |
| 1963   | Brabham Racing Organisation                                                      | Lotus 25 Brabham BT3 Brabham BT7          | Climax FWMV V8                                                     | Dunlop            | Jack Brabham Dan Gurney                                                         | 10                   | 28 (30)         | 3e         |
| 1964   | Brabham Racing Organisation                                                      | Brabham BT7 Brabham BT11                  | Climax FWMV V8                                                     | Dunlop Goodyear   | Jack Brabham Dan Gurney                                                         | 10                   | 30              | 4e         |
| 1965   | Brabham Racing Organisation                                                      | Brabham BT7 Brabham BT11                  | Climax FWMV V8                                                     | Goodyear          | Jack Brabham Dan Gurney Denny Hulme Giancarlo Baghetti                          | 10                   | 27 (31)         | 3e         |
| 1966   | Brabham Racing Organisation                                                      | Brabham BT19 Brabham BT20 Brabham BT22    | Repco 620 V8 Repco 620 V8 Climax FPF l4                            | Goodyear          | Jack Brabham Denny Hulme Chris Irwin                                            | 9                    | 42 (49)         | Champion   |
| 1967   | Brabham Racing Organisation                                                      | Brabham BT19 Brabham BT20 Brabham BT24    | Repco 740 V8                                                       | Goodyear          | Jack Brabham Denny Hulme                                                        | 11                   | 63 (67)         | Champion   |
| 1968   | Brabham Racing Organisation                                                      | Brabham BT24 Brabham BT26                 | Repco 740 V8 Repco 860 V8                                          | Goodyear          | Jack Brabham Jochen Rindt Dan Gurney                                            | 12                   | 10              | 8e         |
| 1969   | Motor Racing Developments Ltd                                                    | Brabham BT26A Brabham BT26                | Ford-Cosworth DFV V8                                               | Goodyear          | Jack Brabham Jacky Ickx Dan Gurney                                              | 11                   | 49 (51)         | 2e         |
| 1970   | Motor Racing Developments Ltd Auto Motor Und Sport                               | Brabham BT33                              | Ford-Cosworth DFV V8                                               | Goodyear          | Jack Brabham Rolf Stommelen                                                     | 13                   | 35              | 4e         |
| 1971   | Motor Racing Developments Ltd                                                    | Brabham BT33 Brabham BT34                 | Ford-Cosworth DFV V8                                               | Goodyear          | Graham Hill Dave Charlton Tim Schenken                                          | 11                   | 5               | 9e         |
| 1972   | Motor Racing Developments Ltd                                                    | Brabham BT33 Brabham BT34 Brabham BT37    | Ford-Cosworth DFV V8                                               | Goodyear          | Graham Hill Carlos Reutemann Wilson Fittipaldi                                  | 12                   | 7               | 9e         |
| 1973   | Motor Racing Developments Ltd Ceramica Pagnossin Team MRD Ceramica Pagnossin MRD | Brabham BT37 Brabham BT42                 | Ford-Cosworth DFV V8                                               | Goodyear          | Carlos Reutemann Wilson Fittipaldi Andrea De Adamich Rolf Stommelen John Watson | 15                   | 22              | 4e         |
| 1974   | Motor Racing Developments Ltd                                                    | Brabham BT44                              | Ford-Cosworth DFV V8                                               | Goodyear          | Carlos Reutemann Richard Robarts Rikky von Opel Carlos Pace Teddy Pilette       | 15                   | 35              | 5e         |
| 1975   | Martini Racing                                                                   | Brabham BT44                              | Ford-Cosworth DFV V8                                               | Goodyear          | Carlos Reutemann Carlos Pace                                                    | 14                   | 54 (56)         | 2e         |
| 1976   | Martini Racing                                                                   | Brabham BT45                              | Alfa Romeo 115-12 Flat-12                                          | Goodyear          | Carlos Reutemann Carlos Pace Rolf Stommelen Larry Perkins                       | 16                   | 9               | 9e         |
| 1977   | Martini Racing                                                                   | Brabham BT45 Brabham BT45B                | Alfa Romeo 115-12 Flat-12                                          | Goodyear          | John Watson Carlos Pace Hans-Joachim Stuck Giorgio Francia                      | 17                   | 27              | 5e         |
| 1978   | Parmalat Racing Team                                                             | Brabham BT45C Brabham BT46A Brabham BT46B | Alfa Romeo 115-12 Flat-12                                          | Goodyear          | John Watson Niki Lauda Nelson Piquet                                            | 16                   | 53              | 3e         |
| 1979   | Parmalat Racing Team                                                             | Brabham BT46A Brabham BT48 Brabham BT49   | Alfa Romeo 115-12 Flat-12 Alfa Romeo 1260 V12 Ford-Cosworth DFV V8 | Goodyear          | Niki Lauda Nelson Piquet Ricardo Zunino                                         | 15                   | 7               | 8e         |
| 1980   | Parmalat Racing Team                                                             | Brabham BT49                              | Ford-Cosworth DFV V8                                               | Goodyear          | Nelson Piquet Ricardo Zunino Héctor Rebaque                                     | 14                   | 55              | 3e         |
| 1981   | Parmalat Racing Team                                                             | Brabham BT49C                             | Ford-Cosworth DFV V8                                               | Michelin Goodyear | Nelson Piquet Héctor Rebaque                                                    | 15                   | 61              | 2e         |
| 1982   | Parmalat Racing Team                                                             | Brabham BT49D Brabham BT50                | Ford-Cosworth DFV V8 BMW M12/13 l4 Turbo                           | Goodyear          | Nelson Piquet Riccardo Patrese                                                  | 15                   | 22              | 7e         |
| 1983   | Fila Sport                                                                       | Brabham BT52 Brabham BT52B                | BMW M12/13 l4 Turbo                                                | Michelin          | Nelson Piquet Riccardo Patrese                                                  | 15                   | 72              | 3e         |
| 1984   | MRD International                                                                | Brabham BT53                              | BMW M12/13 l4 Turbo                                                | Michelin          | Nelson Piquet Manfred Winkelhock Teo Fabi Corrado Fabi                          | 16                   | 38              | 4e         |
| 1985   | Motor Racing Developments Ltd                                                    | Brabham BT54                              | BMW M12/13 l4 Turbo                                                | Pirelli           | Nelson Piquet Marc Surer François Hesnault                                      | 16                   | 26              | 5e         |
| 1986   | Motor Racing Developments Ltd                                                    | Brabham BT54 Brabham BT55                 | BMW M12/13 l4 Turbo                                                | Pirelli           | Riccardo Patrese Derek Warwick Elio De Angelis                                  | 16                   | 2               | 9e         |
| 1987   | Motor Racing Developments Ltd                                                    | Brabham BT56                              | BMW M12/13 l4 Turbo                                                | Goodyear          | Riccardo Patrese Andrea De Cesaris Stefano Modena                               | 16                   | 10              | 8e         |
| 1989   | Motor Racing Developments Ltd                                                    | Brabham BT58                              | Judd EV V8                                                         | Pirelli           | Martin Brundle Stefano Modena                                                   | 16                   | 8               | 9e         |
| 1990   | Motor Racing Developments Ltd                                                    | Brabham BT58 Brabham BT59                 | Judd EV V8                                                         | Pirelli           | David Brabham Stefano Modena Gregor Foitek                                      | 16                   | 2               | 10e        |
| 1991   | Motor Racing Developments Ltd                                                    | Brabham BT59Y Brabham BT60Y               | Yamaha OX 99 V12                                                   | Pirelli           | Martin Brundle Mark Blundell                                                    | 16                   | 3               | 9e         |
| 1992   | Motor Racing Developments Ltd                                                    | Brabham BT60B                             | Judd GV V10                                                        | Goodyear          | Damon Hill Eric van de Poele Giovanna Amati                                     | 3                    | 0               | 15e        |

| Saison | Écurie                      | Châssis                        | Moteur            | Pneus            | Pilotes                                                   | Grands Prix disputés |
| ------ | --------------------------- | ------------------------------ | ----------------- | ---------------- | --------------------------------------------------------- | -------------------- |
| 1963   | David Prophet               | Brabham BT6                    | Ford‑Cosworth     | Dunlop           | David Prophet                                             | 1                    |
| 1964   | DW Racing Enterprises       | Brabham BT11                   | Climax            | Dunlop           | Bob Anderson                                              | 8                    |
| 1964   | RRC Walker Racing Team      | Brabham BT7 Brabham BT11       | BRM Climax        | Dunlop           | Joakim Bonnier Jochen Rindt Geki Joseph Siffert Hap Sharp | 8                    |
| 1964   | Siffert Racing Team         | Brabham BT11                   | BRM               | Dunlop           | Joseph Siffert                                            | 7                    |
| 1964   | Ian Raby Racing             | Brabham BT3                    | BRM               | Dunlop           | Ian Raby                                                  | 2                    |
| 1964   | John Willment Automobiles   | Brabham BT10 (en)              | Ford‑Cosworth     | Dunlop           | Frank Gardner                                             | 1                    |
| 1964   | Ford Austria                | Brabham BT10 (en)              | Ford‑Cosworth     | Dunlop           | Jochen Rindt                                              | 1                    |
| 1965   | RRC Walker Racing Team      | Brabham BT7 Brabham BT11       | BRM Climax        | Dunlop           | Joakim Bonnier Joseph Siffert                             | 10                   |
| 1965   | DW Racing Enterprises       | Brabham BT11                   | Climax            | Dunlop           | Bob Anderson                                              | 7                    |
| 1965   | John Willment Automobiles   | Brabham BT10 (en) Brabham BT11 | BRM Ford-Cosworth | Dunlop           | Frank Gardner Paul Hawkins Chris Amon                     | 7                    |
| 1965   | David Prophet               | Brabham BT10 (en)              | Ford‑Cosworth     | Dunlop           | David Prophet                                             | 1                    |
| 1965   | Ian Raby Racing             | Brabham BT3                    | BRM               | Dunlop           | Ian Raby                                                  | 3                    |
| 1966   | RRC Walker Racing Team      | Brabham BT11                   | BRM               | Dunlop           | Joseph Siffert                                            | 1                    |
| 1966   | DW Racing Enterprises       | Brabham BT11                   | Climax            | Firestone        | Bob Anderson                                              | 6                    |
| 1966   | Joakim Bonnier Racing Team  | Brabham BT7 Brabham BT22       | Climax            | Firestone        | Joakim Bonnier                                            | 2                    |
| 1966   | David Bridges               | Brabham BT11                   | BRM               | Goodyear         | John Taylor                                               | 4                    |
| 1967   | DW Racing Enterprises       | Brabham BT11                   | Climax            | Firestone Dunlop | Bob Anderson                                              | 6                    |
| 1967   | Scuderia Scribante          | Brabham BT11                   | Climax            | ?                | Dave Charlton                                             | 1                    |
| 1967   | Luki Botha                  | Brabham BT11                   | Climax            | ?                | Luki Botha                                                | 1                    |
| 1967   | Guy Ligier                  | Brabham BT20                   | Repco             | Firestone        | Guy Ligier                                                | 5                    |
| 1968   | Team Gunston                | Brabham BT20                   | Repco             | Firestone        | John Love                                                 | 1                    |
| 1968   | Scuderia Scribante          | Brabham BT11                   | Repco             | Firestone        | Dave Charlton                                             | 1                    |
| 1968   | Team Pretoria               | Brabham BT11                   | Climax            | Firestone        | Jackie Pretorius                                          | 1                    |
| 1968   | Charles Vögele Racing       | Brabham BT20                   | Repco             | Goodyear         | Silvio Moser                                              | 5                    |
| 1968   | Caltex Racing Team          | Brabham BT24                   | Repco             | Dunlop           | Kurt Ahrens                                               | 1                    |
| 1969   | Team Gunston                | Brabham BT24                   | Repco             | Firestone        | Sam Tingle                                                | 1                    |
| 1969   | Paul Seitz                  | Brabham BT23B                  | Climax            | Dunlop           | John Cordts                                               | 1                    |
| 1969   | Franck Williams Racing Cars | Brabham BT26A                  | Ford-Cosworth     | Dunlop           | Piers Courage                                             | 10                   |

## Palmarès des pilotes de Brabham
| Pilote             | Grand Prix disputés | Victoires | Podiums | Points inscrits | Pole positions | Meilleur tour en course |
| ------------------ | ------------------- | --------- | ------- | --------------- | -------------- | ----------------------- |
| Jack Brabham       | 80                  | 7         | 21      | 174             | 8              | 7                       |
| Dan Gurney         | 30                  | 2         | 10      | 63              | 2              | 4                       |
| Denny Hulme        | 26                  | 2         | 12      | 74              | 0              | 3                       |
| Giancarlo Baghetti | 1                   | 0         | 0       | 0               | 0              | 0                       |
| Chris Irwin        | 1                   | 0         | 0       | 0               | 0              | 0                       |
| Jochen Rindt       | 13                  | 0         | 2       | 8               | 2              | 0                       |
| Jacky Ickx         | 11                  | 2         | 5       | 37              | 2              | 3                       |
| Rolf Stommelen     | 16                  | 0         | 1       | 11              | 0              | 0                       |
| Graham Hill        | 23                  | 0         | 0       | 6               | 0              | 0                       |
| Dave Charlton      | 3                   | 0         | 0       | 0               | 0              | 0                       |
| Tim Schenken       | 10                  | 0         | 1       | 5               | 0              | 0                       |
| Carlos Reutemann   | 66                  | 4         | 12      | 91              | 2              | 1                       |
| Wilson Fittipaldi  | 25                  | 0         | 0       | 3               | 0              | 0                       |
| Andrea De Adamich  | 5                   | 0         | 0       | 3               | 0              | 0                       |
| John Watson        | 50                  | 0         | 4       | 40              | 2              | 2                       |
| Richard Robarts    | 3                   | 0         | 0       | 0               | 0              | 0                       |
| Rikky von Opel     | 4                   | 0         | 0       | 0               | 0              | 0                       |
| Carlos Pace        | 39                  | 1         | 5       | 45              | 1              | 3                       |
| Teddy Pilette      | 1                   | 0         | 0       | 0               | 0              | 0                       |
| Larry Perkins      | 3                   | 0         | 0       | 0               | 0              | 0                       |
| Hans-Joachim Stuck | 14                  | 0         | 2       | 12              | 0              | 0                       |
| Giorgio Francia    | 0                   | 0         | 0       | 0               | 0              | 0                       |
| Niki Lauda         | 29                  | 2         | 7       | 48              | 1              | 4                       |
| Nelson Piquet      | 106                 | 13        | 29      | 236             | 18             | 12                      |
| Ricardo Zunino     | 8                   | 0         | 0       | 0               | 0              | 0                       |
| Héctor Rebaque     | 21                  | 0         | 0       | 12              | 0              | 0                       |
| Riccardo Patrese   | 61                  | 2         | 6       | 42              | 6              | 3                       |
| Manfred Winkelhock | 1                   | 0         | 0       | 0               | 0              | 0                       |
| Teo Fabi           | 12                  | 0         | 1       | 9               | 0              | 0                       |
| Corrado Fabi       | 3                   | 0         | 0       | 0               | 0              | 0                       |
| Marc Surer         | 12                  | 0         | 0       | 5               | 0              | 0                       |
| François Hesnault  | 3                   | 0         | 0       | 0               | 0              | 0                       |
| Derek Warwick      | 10                  | 0         | 0       | 0               | 0              | 0                       |
| Elio De Angelis    | 4                   | 0         | 0       | 0               | 0              | 0                       |
| Andrea De Cesaris  | 16                  | 0         | 1       | 4               | 0              | 0                       |
| Stefano Modena     | 32                  | 0         | 1       | 6               | 0              | 0                       |
| Martin Brundle     | 28                  | 0         | 0       | 6               | 0              | 0                       |
| David Brabham      | 8                   | 0         | 0       | 0               | 0              | 0                       |
| Gregor Foitek      | 2                   | 0         | 0       | 0               | 0              | 0                       |
| Mark Blundell      | 14                  | 0         | 0       | 1               | 0              | 0                       |
| Eric van de Poele  | 1                   | 0         | 0       | 0               | 0              | 0                       |
| Giovanna Amati     | 0                   | 0         | 0       | 0               | 0              | 0                       |
| Damon Hill         | 2                   | 0         | 0       | 0               | 0              | 0                       |

### Citations originales
1. ↑  (en) « absolutely the only bloke I'd have gone into partnership with »
2. ↑  (en) « [the] way a Frenchman pronounces those initials—written phonetically, 'em air day'—sounded perilously like the French word… merde »
3. ↑  (en) « If only Jack had been prepared to spend a little more money, the results could have been so much better. »
4. ↑  (en) « Economy was a watchword. […] It was this attitude, perhaps, which cost [Brabham] some races. »
5. ↑  (en) « In retrospect, the relationship was never going to work. »
6. ↑  (en) « [Tauranac and I] both take the view « Please be reasonable, do it my way. »  »
7. ↑  (en) « like having a holiday »
8. ↑  (en) « was no longer getting any pleasure from driving round and round in circles »
9. ↑  (en) « get our sponsors noticed at races we had no chance of winning »
10. ↑  (en) « No action was ever taken »